# 殿といっしょ
『殿といっしょ』（とのといっしょ）は、大羽快による日本の4コマ漫画。メディアファクトリーの月刊コミック誌『コミックフラッパー』にて、2007年3月号から2017年5月号まで連載された。単行本は全11巻。
2009年6月にはドラマCDが発売され、同年11月にはドラマCD第2弾が発売された。さらにOVAが2010年3月25日に発売され、同年7月よりテレビアニメが読売テレビにて放送。単行本5巻はDVD付きの限定版が発売された。2011年4月よりテレビアニメ第2期が放送された。

## 作品概要
日本の戦国時代を舞台としたギャグ漫画であり、歴史上実際に起きた様々な出来事をネタにしている。
三英傑や武田信玄などの誰もが知る有名武将から、鳥居強右衛門のように一般的にはあまり知られていないとされる武将まで数多くの戦国武将・大名が登場するが、彼らの性格は史実を元にしつつも一部を大きく誇張したものとなっている。
例外もあるが、基本的には殿と呼ばれる立場の武将が変わり者という設定で「ボケ」であり、部下たちが「ツッコミ」を担う。武田信玄のように途中大きく出世した武将は、若年期がツッコミ役で老成してからはボケ役と変化している。
ネタごとに舞台となる時代にはバラつきがあり、全体のストーリーには連続性はなく、特に初期はその家のネタそのものにも連続性がなかったが、「眼帯マニアの伊達政宗に振り回される家臣達（主に片倉景綱）」「女性らしい愛らしさを持つ長宗我部元親に萌えまくる家臣達と、それに頭を痛める国親や親泰」といったように、その家ごとに基本的なテーマが決められている。また、連載が進んできて以降も、4コマではないショートストーリーを中心に、単発のエピソードは多く作られるが、「直江兼続の前田慶次勧誘のエピソード」「伊達政宗の会津の蒲生領内における一揆煽動のエピソード」など、連続モノのエピソードが増え始めている。他にも、その家ごとに「ネタになりやすい時期」が決まっており、例えば有名な「桶狭間の戦い」、「関ヶ原の戦い（本戦）」は描かれず、朝倉家や浅井家の滅亡、信秀死後の織田家の動向などのように、シリアスな展開になりそうな出来事はなるべく避けられている。しかし、そうしたネタ（桶狭間での義元の討ち死に、髑髏の盃のエピソードなど）は登場人物の推測として、無理矢理挿入されている。
武将たちの時代ごとの名称の変遷や、あまり一般に知られていないエピソードを題材にするなど、歴史考証が堅実なことも特異点として挙げられる。また、本作はあくまでギャグ漫画なので「マジ」や「イケメン」などの現代語・現代調の台詞回し（特にツッコミ）や、現代のもの（バット、漫画など）が見られる一方、外来語は極力避けられており、例えば「サイボーグ」は「半身機械」、「ファンクラブ」は「後援会」、アニメは「動画」（ただし、本作のアニメの宣伝では「アニメ」と表現している）と表現されている。
「はやく信玄になりたい」（武田晴信）、「鳴かぬなら」「燃やしてしまえ」（織田信長）、「眼帯ばんざい」（伊達政宗）、「だんまり」（上杉景勝）など、武将たちに合わせた言葉の書かれた掛け軸も、隠れた見所の一つである。稀に、眼帯（伊達家）や、6つの○＝六文銭（真田家）が描かれている場合もある。しかし、途切れていたりして読みづらいものも少なくない。
作中では本編の他にも「機動武士ガンタイン」「それいけ！ガンタロウ君」といった劇中作、本編中でも登場人物の妄想、劇中作の中でも作風や絵柄が激変したりと（「ガンタイン」の場合、「背景などを手伝っていた人だと思いますが」と指摘されている）、様々な画風が用いられている。
7巻では重野なおきの漫画『信長の忍び』とのコラボが行われ、帯に主要キャラが、巻末の「特典」である重野が寄稿した漫画に千鳥・信長・光秀が登場し、本作の信長・秀吉・光秀と共演を果たしている。
連載終了後の2019年から2020年にかけ、作者・大場のTwitter上で、本作のキャラクターを流用したNHK大河ドラマ『麒麟がくる』のパロディ漫画『金柑がくる』が公開されていた。

## 主な登場人物一覧

### 伊達家
伊達政宗
声 - 鈴木達央（ドラマCD、アニメ）
奥州の名門・伊達家の当主。かなりの新しい物好きで特に大の眼帯マニアであり、何かにつけて眼帯を前面に押し出す。
幼いころに右目を病み、隻眼となる。子供のころは気が弱く、甘えん坊な性格であったものの、成長するにつれて「隻眼であることを誇りに思ってほしい」「私が右目になる」という景綱の言葉を別な意味で取ってしまい、奇行に走ることとなる。
眼帯制作には景綱や成実の給料を上回る程の金額を費やしているほど熱心であり、これまでに「チチ眼帯」「焼き魚眼帯」など意味不明な眼帯を次々と製作・発表してきた。それどころか「くさり眼帯」のように、つけた本人がダメージを負う、危険な眼帯まである。興味のあることに関しては科学技術が時代を軽々と超越し、やがて送風・通話・印刷・映像投影などの機能を備えた眼帯が多数制作されるようになる。また、数々の組み合わせ案を考案しているうちに、「餅とすりつぶした豆」の組み合わせを思い付き、以来気に入っている。
比喩表現も本気で取ってしまったり皮肉が全然通じなかったりとかなり天然気味であり、その他のことについては物忘れが激しい。伯父の最上義光のことは認識できているが、それは血縁関係からではなく、彼がキツネの面をつけていることから、お面を流行らせようとしている「ガンター」（眼帯愛用者）の敵・「オーメン」（お面愛用者）だとライバル視しているためである。なお、幼いころは変人ではなかったようで、豹変の理由については片倉小十郎・伊達成実がそれぞれ「自分が原因ではないか」と疑念を抱いている。
その他料理も好み、前述した餅も自作して販売している。酒には弱い。
超主観的（政宗の価値観で描かれているため、眼帯をつけない悪役が自分達のことを「頭が足りない」と言っている）かつツッコミどころ満載の謎の漫画「機動武士ガンタイン」（名前の由来は『機動戦士ガンダム』）を執筆し、度々発表している。なお、彼の愛読している、異常に刊行の速い漫画「それいけ！ガンタロウ君」も、同じようにツッコミどころ満載である。
登場当初は ホトトギスへのこだわりが強かった。
片倉景綱
声 - 三宅健太（ドラマCD）、小野大輔（アニメ）
政宗の部下で常識人。政宗や姉・お喜多には通称の「小十郎」の名で呼ばれる。
伊達家のツッコミ役であり、伊達成実と共に理解を超えた思考を持つ主に振り回されている。また、不穏な動きを見せるお東の方を警戒しているが、彼女の思考は理解できずにいる。4巻では単独のツッコミ役だった。
眼帯バカの主君に加え押しが強すぎる姉との軋轢もあり、気苦労が絶えず、あまりのプレッシャーから半死人のような健康状態になった時ですら、政宗からは「心なしか様子がおかしい」としか言われていなかった。
伊達成実
声 - 白熊寛嗣（ドラマCD）、杉田智和（アニメ）
政宗の部下。武闘派で慎重派の小十郎と対立することもあるが、政宗に突っ込む所は一緒。また、彼の姉・お喜多の叱責だけは本気で同情している。小十郎と違い、政宗にタメ口で接することがある。一度、政宗お抱えの眼帯職人が自分の3倍分の恩賞を貰っていることを知り、出奔したが、豊臣秀吉や上杉家・直江兼続の濃すぎる誘いに応じず、結局戻ってきた。
本人が「アイツ（小十郎）が『知の小十郎』ならオレは『知も勇もスゴい成実』だな」と語っている通り、一見短慮に見えるが頭の回転は速く、小十郎を驚かせたこともある。
政宗からゴボウをプレゼントされたことがある。政宗は戦場で兜につけるほど好きだろうと言っていたがゴボウではなくムカデの前立であり（常に前に進むという習性にあやかろうとした）、そのことを政宗につっこんだ。そしてその後も前立てはネタにされている。
お東の方
政宗の母親。眼帯をつけていないのにガンターを自称する。ただ、長い髪で右目が隠れており、若いころに対し政宗成人後は、前髪が顔の右半分に集中している。一人称は「ワシ」。元の名は「義姫」。政宗に構って貰いたいようで、彼女も様々な眼帯を製作しているが、政宗の方は全く興味を持っていないのかないがしろにしており、彼女をガンターと認めていない。
元々は兄・最上義光の密命を受け伊達家に嫁いだのだが、夫・輝宗に一目惚れし、さらに息子・政宗にもメロメロになってしまい、完全に伊達家に取り込まれてしまう。しかし、兄には「そうした演技をしている」と報告している。自分が伊達家に取り込まれたことは強がって認めようとしないが、その様子を輝宗からは「かわいい」と評されている（いわゆるツンデレ）。
伊達輝宗
政宗の父であり、義姫の夫。非常に穏やかな性格で「あー、いいよいいよ」が口癖。その言動は穏やかを通り越して（状況的に）現実逃避ともとれる。周辺を蝶が飛んでいることが多い。その性格ゆえに動物に好かれるが、鳩や蜘蛛に拉致されかかり、家臣に警戒心がなさすぎることを心配された。愛妻家で子煩悩な面も見せ、特に史実同様、政宗の教育には熱心である。しかし、政宗の教育を担当する人材を集めていることに関して「自分は（政宗を）可愛がるのに専念したいだけなのかも」と少年期の小十郎に看破されている。
お喜多
小十郎の姉で、政宗の教育係。また政宗の正室・愛の侍女でもある。
厳格な性格で、ことあるごとに小十郎を厳しく叱責する。その際に彼に手を上げることも辞さないが、小十郎を褒めるときに限って、一番強力な一撃が飛んでくる。弟と主君との繋がりの強さを示すためには手段を選ばない。また、政宗に子作りを経験してほしいとも考えており、小十郎を唆している。
愛
政宗の正室。嫁ぐ前は異性にときめいたことすらなかったが、政宗の眼帯バカぶりを見た瞬間、その心理を細かく分析した上でホレるというボケ殺しをした。政宗にとっては唯一調子が狂う相手であり、最も苦手な人物だが、その事実にすら揺るぎない愛情を持っている。義母であるお東の方から、ほとんど一方的に嫉妬心を抱かれているが、慇懃無礼に近い態度で流している。
五郎八姫
最終巻書下ろしで登場した政宗と愛の長女。政宗が好きな漫画の主人公の名前を無理矢理付けたため、「ごろはち」と呼ばれないと反応しない。父の眼帯コレクションが好き。

### 織田家
織田信長
声 - 黒田崇矢（ドラマCD、アニメ）
なんでもすぐに焼き討ちしたがる放火魔。幼少期から「織田家に伝わる文化財の破壊総額を毎日増やしている」と政秀に言われているほどの、筋金入りのパイロマニア。瞳が描かれていないことがほとんどである。「アホウ」が口癖。「焼く」「燃やす」などの火にまつわる言葉も好んで使い、史実での旗印「天下布武」を「点火夫無（焼き討ちして人っ子一人いなくなること）」と当て字して、様々な場面で用いている。
容赦ない性格であり、台詞も全て怖いフォントで表示されている。いわゆる一般的な信長のイメージ通りかなり短気であり、余りに感情が高ぶると抜け殻のようになってしまう。基本的に誰に対しても高圧的だが、将軍家の足利義昭には慇懃な態度で接して利用するなどしたたかな面も見せる（ただし何度も本人の前で本心を暴露しており、やがて「ぞんざいに扱っているふり」と称し、時折荒っぽい言動を見せるようにもなってきた）。酒には極端に弱く、少量の酒でも泥酔してしまい、その際は笑い上戸と化し、非常に怖い笑い声を立てる（普段は笑い声を立てることがない）。
周囲の自分に対する裏切りを楽しんでいる節があり、特に家臣の光秀に対しては初対面時から裏切りをネタにからかっている。2巻巻末のおまけマンガではとうとう自分で光秀の造反理由を捏造して本能寺の変を彷彿とさせる劇まで作ってしまった。たとえ意中の相手が自分を裏切っても、その裏切り方が気に食わないと機嫌を損ねる。
妹の市に対しては若干シスコン気味のようであり、長政に対しては彼女の扱いのことで威圧的な態度をとる。果ては長政に裏切りを勧め、その代わり「何を焼き払ってでも市は連れ戻す」と発言している。少年期にも「市を『かわいい』と言った男は焼き殺す」など過激な発言をしていた。
恐るべき千里眼あるいは先見の明の持ち主であり、受け取る相手の心中や周囲の状況を見透かすような書状を出す（特に浅井長政に）。長政曰く「会話形式で手紙が届く」。彼らが何者か出した本人もよくわかっていなかった足利義栄一味にも、書状が届いたことがある。
なお、作中の信長は有名な肖像画と違い、天下人となってからも総髪である（これは本作以外の作品でも見られる）。また、足利義昭に殿中御掟らしき五ヶ条の朱印状を出したあたりからは頭髪が整っているが、それ以前だと髪が乱れている。しかし、上洛前であるはずの墨俣築城のエピソード（初登場時）や松永久秀の初登場時（再登場時でも初対面の場面になっているのだが、こちらは乱れた髪形になっている）では頭髪が整っており、また逆に、安土築城のころであるはずの、おねへの手紙のエピソードでは、頭髪が乱れている。
濃姫
声 - 沢海陽子（アニメ第2期）
織田信長の妻。氏真の「全国美女100選」に載るほどの美人で、気品ある物腰とおしとやかな口調（いわゆるお嬢様口調。ただし、夫や父など目上の人間に限る言動）で相手に接し、常に穏やかで屈託のない笑顔を絶やさない。しかし溺愛されているのを知っていて、父である道三をからかうのが趣味になっているところがあるなど（これは「帰蝶」と呼ばれた幼少期からその傾向がみられる）、外見や表情に反して性格的にはかなり問題がある。父親に火の輪くぐりさせたことを「初夢」として夫と談笑していたり、「たくさん食べる人を見れば元気になる」と称してとんでもない量かつ得体のしれない食材の料理を臣下にふるまったり、「（信長に）スキあらば使え」と父から渡されていた毒を、父と兄に盛ったこともあるなど、本作でも一、二を争う悪女である。
夫・信長とは、初対面の時から馬が合うが、会話の内容からして、「理想の夫婦像」からは程遠い。稀に信長が彼女のツッコミ役に回ることがある。また夫不在で退屈な際には、家臣の妻たちを集めて、暇つぶしのお茶会を開くことが楽しみになっている。父に対しては義龍曰く「突き落とす愛」で、父に対する手紙の返信率は極端に低い。
明智光秀
声 - 平川大輔（ドラマCD、アニメ）
織田家の家臣であり、濃姫の親戚。史実では信長より年上であるが、比較的若く描写されている。かなりの長髪の持ち主であり、額に黒子がある。鉄砲の名手。
仕官を申し出たその場で信長と濃姫に「いつ裏切るか」で賭けの対象にされるなど、弄られるために存在しているようなキャラクター。史実同様に森蘭丸ともそりが合わず、信長・濃姫・蘭丸の三人からはおもちゃ扱いされている。特に信長にはことあるごとに「裏切る」と言われており、信長が京を離れたとき、誰が裏切るかという濃姫との賭け「裏切り杯出走枠」で、◎（競馬の本命、つまり裏切る確率が最も高いということ）にされたほど。しかし今のところ本人にその気は全くなく、信長に忠誠を誓っている。松永久秀同様「裏切りの目利き」を持っているが、光秀本人は認めたがらない。織田家のツッコミ役であり常識人であるが、やや自信過剰な面も。信長と将軍義昭との関係が不穏になると、義昭や朝倉家との対立を避けるべく奔走するが、功を奏しない。
家庭では7巻で登場した妻・煕子の度を越した倹約家ぶりに手を焼いているが、夫婦仲は非常に良好である。また、最近は彼女の金銭感覚にも慣れてきたようで、食事代2割引でさえ喜んでいる。子供は現在、玉を含めた女児2人のみ確認出来る。
姉川の戦いでは本城護衛（要は留守番）を任され、森兄弟から散々イジられまくり、家族からも気の毒がられていた。
煕子
明智光秀の妻。浪人時代の夫を支え、自らの黒髪を売って生活費を工面するなど糟糠の妻であった史実を拡大解釈し、ことあるごとに（家での晩酌代や戦用の救急セット使用料など）夫から小銭を徴収する「つもり貯金」のような方式で節約に励む妻となっている。夫・光秀が信長に仕えるようになり、貧困から脱した後も謀反のための資金などの理由で、その方式は引き続いている。しかしながらただ単にケチなだけではなく、夫の帰参を本気で祈る度に自身も貯金をするなど、心から光秀のことを愛している。
煕子に髪を売らせてしまったことを悔やんでいた光秀だったが、煕子が髪を売った事件の真相は、光秀の浪人生活により傾いた家計を立て直すために一攫千金を狙い、博打に生活費をつぎ込んで負けたからであったと判明する。
光秀の娘
玉の姉にあたる黒髪の少女。9巻現在、名前は判明していない。母や妹の玉ほど金にがめつくはなく、家族の中ではツッコミ役である。
玉
明智光秀の娘。光秀の額の突出したほくろと、熙子の長髪といったチャームポイントを合わせ持つ。他人の頭の中に自身の心の声を響かせて会話する。だが、その中で堂々と本音を暴露している。良いことを「幸せ」、悪いことを「不幸」と呼んでいる。冷静で無表情だが、性格は母親似で金にがめつい。
織田信秀
信長の父親であり織田家先代当主。嫡子信長の無法ぶりと傅役である平手政秀の腹黒さに振り回されている。
織田家の殿ではあるが、放火癖のある自由放埓な信長と違い性格は常識的。ツッコミ役。
平手政秀
信長の傅役。信長の無法を知った信秀が激昂するたびに陳謝・擁護する役割に廻っているが、やることが一々腹黒く計算高い、あるいは意味不明。伝承では遊んでばかりの信長を戒めるために自害したと言われるほど責任感の強い人物であるが、その自害を相手を巻き込むことで脅しの手段に使うほどである。得意分野とされている外交でも、その姿勢は変わらない。信長の傅役としては比較的真面目であり諫言も行うが、反信長派である信勝・勝家側には容赦せず、彼らを陥れて信長を次期当主の座に就かせるために策を巡らせている。
一見すると温厚な人物に見えるが、前述の言動の通り本性は腹黒い。妙案を思いついたときなどに目を細め、狡猾な微笑を浮かべる特徴的な表情をするのが癖である。
織田信勝
信秀の子で、信長の弟にあたる。兄を廃嫡し自身が次期織田家当主の座に坐るべく暗躍しているが、平手政秀の悪知恵の方が一枚上手で、毎回罠に嵌まり出鼻を挫かれている。
父の信秀とは顔や性格が似通っており、性格も常識的、ツッコミ役。
柴田勝家
信勝配下で、反信長派の筆頭格。『鬼柴田』と渾名された史実通りに鬼のような面をしており、姦計家の政秀も彼との正面衝突は避けるほどだが、政秀の仕掛ける罠に毎回嵌まっており、知略では劣っている。
史実でお市と結婚した見解を拡大して、未だ幼少であるお市に恋慕しており、彼女に嫌われれば生きる希望を失うほど落ち込み、彼女が絡んだ話を持ち掛けられれば呆気なく罠に落ちるなど前後不明になるほど陶酔している。その中の一つとして「お市は頭突きでカメをブチ割る男が好き」と吹き込まれたときは、実際にカメに頭突きをしていた。その後、朝倉との戦に反対する者には「かめわり頭突き（完成版）」をぶつけていた。「かめわり柴田」という名がついた。
登場初期は織田信勝配下時代の青年期だけだったが、後に信長が当主となった時期の壮年期としても登場（2巻でもモブとして登場していた）。もとから鬼じみたさまだった容貌に髭が生え、余計に鬼面度合が増している。
市が浅井家に嫁いで以来死人同然だったが、朝倉を攻めると浅井が裏切り、市が返ってくると聞き、推進派の急先鋒となる。
森可成
蘭丸と勝蔵の父。子らとは違い、真面目な人柄。勝蔵が他の武将たちに迷惑をかけていないか心配し、利家に相談するも、「聞かない方がいい」と言われ、想像を絶するほど迷惑をかけていることに気づいた。存命中にも関わらず、「死んだ」とされていることが多い。
森勝蔵
信長配下の子供。蘭丸の兄。額に×印の傷がある。自分の素手で殴る拳を「人間撲殺」と命名している。過剰なまでに悪戯好きな上、誰彼構わず半殺しにする好戦的な性格で、織田家家臣達からは恐れられている反面、信長からは「逸材」と思われている。信長にもタメ口を叩き、意見があってもあわなくても、恐ろしい対話が繰り広げられている。また行動のみならず発言にも殺傷能力を備えている。
10巻でも家康の回想で青年期の姿が1コマだけ描かれている。
森蘭丸
声 - 小林ゆう（アニメ）
信長の小姓。一般的なイメージ通りの華奢な美少年であるが、光秀に「弾を一発も与えずに火縄銃だけ持たせて出陣させる」「素肌にヨロイの絵だけ描いて出陣させる」など、嫌がらせまがいの提案を執拗に繰り返す。幼少時にも光秀と対面しており、その時から常に光秀をいらだたせていた。
弥助
織田家に仕える謎の黒人。3m近い長身痩躯の男性であり、初めて見た光秀を唖然とさせていた。体格に違わず、張り手一発で光秀を土俵の外まで吹っ飛ばすほどの怪力の持ち主。
山内一豊
織田家家臣。「馬揃え」の儀式に向けて立派な馬を用意しようとするが、千代が盗んだ信長の愛馬（だということを知らずに）で行進した。単行本9巻刊行現在、1巻以降出番が無い。
千代
山内一豊の妻。「馬揃え」の儀式に向けて苦悩する夫を何とか支えようと糟糠の妻ぶりを発揮するが、奥ゆかしい雰囲気に反して用いる手法はとても美談にならないような手法（信長の愛馬や城のお金を盗む）であるため、夫は違う意味で信長から目を掛けられることとなった。単行本9巻刊行現在、1巻以降出番が無い。

### 上杉家
上杉謙信
声 - 三宅健太（ドラマCD） / GACKT（アニメ・友情!?出演）
ボケ役の（与六＝兼続が相手の際はツッコミ役を担う）「殿」の中では、比較的まともな殿。武田家からスパイとしてやってきた勘介から逆に情報を聞き出すなどしている。「そんなにヨソの国がいいなら、ヨソの子になっちゃいなさい!」「実家に帰らせていただきます」「男はもっとたくさん食べなきゃダメだよ」などお母さん的な台詞が散見される。また、そのお母さん肌の性格ゆえ、宿敵である晴信（信玄）に対しても、何かと世話を焼く。城下の子供たちからは「ビシャえもん」と呼ばれている。実姉である仙桃院と対峙しているときは言動・性格共により女性的に、著しく変貌する。姉には頭が上がらず、必要以上に丁重な扱いをしている。
史実通りの酒豪であるが、飲むと不思議な語尾になる（特に「ボイン」など下ネタ系統が多い）。幼少時はそれが原因で寺に入れられた（当時の髪型は甥の景勝と同じ）。長じてからは将軍秘蔵の酒を無断で飲み干したことを罪に問われて逆さ吊りにされるも、家臣たちの懸命な嘆願により許された。
長尾景虎時代や合戦の時は信玄との一騎討ちの像で有名な頭巾姿だが（ただ、後者の頭巾は前者と種類が異なり、従来のイメージ通りの頭巾ではない）、謙信時代は肖像画を彷彿とさせる姿であり、信玄からも「悔しいが男前」と言われている。
上杉景勝
声 - 長嶝高士（アニメ）
史実通り無口で絶対に笑わない男と称されるが、この作品では実際は笑顔が睨んでいる表情にしか見えないだけで、普通に笑っている上杉家の殿という設定である。ほとんどの場合言葉を発せず、表情やジェスチャーで感情を表現する。今のところまともに発言したのは3巻巻末のおまけマンガの一言のみで、本編で2度発言しかけて兼続に邪魔されている。
恥じらうと目が真っ赤に充血する、髭がワイパーのように動くなど、感情表現が普通の人間とずれている。直江兼続だけが表情を読み取れるとされているのだが、表情はともかく、心情はきちんと読み取ってもらえた例がなく、自らの所信表明を「と、殿はおっしゃっています」と述べるなどしているため、本人も困惑し、口数が少ない原因の一つとなっている。いかつい容貌とは裏腹に内気かつ極度の人見知りで、兼続にしばしば手ひどい仕打ちを受け泣かされるなど、典型的ないじられ役でもある。子猿を飼っているが、慶次に妙な名前（「アンジョリーナ・ジェリー」）で呼ばれ、慶次を雇うのを辞めたいと泣いたことがある。
兼続が独断でとりつけた秀吉との「笑ってしまったら切腹する」という命をかけた手合わせで、1ヵ月は耐えきったため（実は笑っていたのだが、前述の理由から秀吉は気付かなかった）、秀吉に見込まれて五大老に取り立てられた。
直江兼続
声 - 立花慎之介（ドラマCD、アニメ）
ひたすら「愛」を強調したがる上杉家家臣。樋口与六と呼ばれた幼少時からその性格は一向に変わらない。誰に対しても敬語で応対する。吹き出しの周りにキラキラのマークが必ずついている。
ややナルシスト傾向が見られ、どのコマでも顎を上げて片手を額にそえるポーズを決めており、「フッ」が口癖だが、自分を目立たせようとするというよりは、他人の粗を探して指摘すること（ダメ出し）に生きがいを見出しているようである。その粗探しぶりは病的なほどで、家康の会津征伐のきっかけとなったことで有名な 直江状は封書が（確認される限り）「その九十」まであるほど膨大な量に登り、同じく有名な「閻魔大王への嘆願書」のエピソードでも、書状が異様に分厚かった。しかし本人に悪意はさほどなく、善意の忠告（愛）のつもりのようである。
特に主君である景勝には容赦がなく、ダメ出し以上にひどい扱いをすることもある。ただ、自分に対するダメ出しは聞き流す。また、ダメ出しのし甲斐のある人物を「すばらしい」と評する（ホメ殺し）。石田三成とは、主君を支える補佐役としての共通点が多いことから親しい間柄だが、実は行きすぎた行動から敵を多く作りすぎるという彼の末路を予見しており、その際にこことぞばかりダメ出ししてやろうと、待ち続けている。作中では慶次や利家を「素晴らしい」と称している他、政宗に対しても痛烈な皮肉を浴びせており（ただし政宗は理解力に乏しいためよりヘンな方向に行動してしまい、更に兼続からバカにされている）、幸村に至っては完全に暴走していた。
前述の景勝の表情の読み取りのみならず、他の人物の悩みを察するのも非常に早く、色々と対策を練るが、想定外の手法で相手を困惑させるなど、大抵の場合逆効果になる。
仙桃院
声 - 伊藤麻衣（ドラマCD）、朴璐美（アニメ第2期）
謙信の実姉であり景勝の母親。謙信に大きな影響力があり、謙信は彼女の前だと態度（家臣いわく「姉妹っぽくなる」）や矜持が豹変する。
着物の下にビキニを付けているなど水商売系の外見・装束をしており、かなりの巨乳。言動も軽薄で浪費癖がある。貴婦人のような口調で、謙信や景勝、与六に対し、「さん」付けで呼ぶ。賢女であったと言われる史実とは逆に、上杉家の財政を傾けている張本人。景虎時代から金や品物に対する執着が強く、趣味は京に買い物に行くこと。
武田家の三条の方同様、息子の景勝が家督を継ぐことを強く願っており、謙信没後も息子・景勝の財布に甘えている。
上杉景虎
謙信の養子。北条氏康の七男。景勝と跡目を争う。「ん――」が口癖。
人柄や言動はとても穏やかで、人の気遣いなどもできる「後継ぎになるには申し分ない人柄」ではあるのだが、北条の「受け継いではいけないもの」を色濃く受け継いでしまっており、前は普通だが、後ろの露出が多い。｢北条家の誇り」と「上杉家への配慮」の両立を進言してくれた（その結果が、前述の姿）樋口与六（直江兼続）を、師匠と慕っている。
本格的な登場前に、顔だけ（斜め後ろを向き、顔が見えないようになっている）登場している。
安田さん
声 - 羽多野渉（アニメ第2期）
岩井さん
声 - 前野智昭（アニメ第2期）
共に謙信死後の上杉家における直江兼続に対するツッコミ役を主に担う。名前は「閻魔大王への嘆願書」のエピソードで登場する。揉めていた内容は「微罪の下人を殺してしまった」のではなく、「安田さんの大切にしているコイを岩井さんが誤って死なせてしまった（実は気絶していただけだった）」というものにアレンジされており、兼続の裁きに当惑しつつも、何とか解決に至る。

### 武田家
武田信玄
声 - 長嶝高士（ドラマCD、アニメ）
武田家当主。暴虐な父親を追放して主君の座に着いた。出家前の晴信時代は主にツッコミ役で、出家後は主にボケ役となる。嫌っていたはずの上杉謙信に思わず恋をしてしまうコミカルなキャラクターとして描かれる。出来の悪い息子の勝頼に手を焼いている。晩年にもオネショをし、奥方には赤ちゃん言葉で甘えていたらしい。
晴信時代は、主君を蔑ろにした勘介たち家臣や身内の振る舞いもあるが、短気な一面が目立つ。また、前述のモテない原因の調査で、勘介が城内の若い女性からとった晴信の嫌いなところのアンケートベスト3では、3位から順に「よくすねる、大声を出す、すぐ意見が変わる」となっている。自分の未来の姿（信玄としての姿）が鮮明に思い浮かぶ、幸村そっくりの幸隆を見て激しく狼狽する、今川家のネタと全く同じ展開になったときには「モロカブリじゃねーか！」と突っ込むなど、メタフィクショナルな会話を頻発する。ただ、幸隆の「戦国武将のこと知っちゃおう事典」のことは信用しておらず、「信玄」という名を聞いても誰のことかわからない。
勘介に自分と弟・信廉（晴信に瓜二つのため）の絵を実物以上にブサイクに描かれているが（他の人物は普通）、どういうわけか家臣全員が一流絵師の描いた本物そっくりの絵ではなく、勘介の描いた絵の方が似ていると投票している。また、三国会談を成し遂げて帰った際、城内は晴信の知らぬ間に成立していた彼の娘の婚儀の話で持ちきりで、晴信本人がどこへ行っていたのか、家中の人間にはわかっていなかった。
山本勘介
声 - 園部好德（ドラマCD）
武田晴信の軍師。色黒で髭面の小男であり、氏真に「父さんと同じくらいブサイクな人」と評されるが、本人に自覚はない。東北弁のような口調で喋り、一人称は「ワス」で、口癖は語尾に「だ」「だす」をつけること。従来の勘介のイメージ同様隻眼（左目がつぶれている）だが、片足は不自由ではなく（戦場で槍を携えて走り回っている描写がある）、政宗と違って眼帯をつけていない。
自分を売り込みに来たは良いが、実際は有能な息子のおかげで手柄を立てている。基本的に1人では無能以下で、逆に敵軍に情報を漏らしてしまうことすらあり、晴信にしょっちゅう殴られているが、稀にどうでもいいところで分析能力を発揮する。諏訪御料人の通訳を務めることもある。また、仕える以前から晴信を「一番騙しやすそう」と見下していたが、村上義清との対決がメインとなってからは、幸隆と結託し、以前にも増して晴信をコケにすることが多くなっている。彼の嫡男・義信に対しても、「ブサイク」「できそこない」などと見下しており、今川家からの正室・おつねとの祝言も、「取るに足らないこと」と判断して晴信に断りなくその辺の野原で済ませた。
今川氏真や北条氏政と親交があり（歴史上の「三国同盟」以前に結ばれた「三国息子同盟」）、「姫コン」（姫たちとの懇親会）の席では晴信の嫡男でないにもかかわらず参加した。その席で「姫をオトして本物の跡継ぎになる」という真意を漏らして晴信の娘から鉄拳を頂戴し、綱成から「論外」と評された。
山本勘市
声 - 平川大輔（ドラマCD）
勘介の息子で、後に勘介の活躍を示す甲陽軍鑑の編集に携わることになる人物。寡黙に父の後ろをつきまとい、父を名軍師に仕立て上げるべく様々なアドバイスを与えたりトラップ（特に吹き矢を多用）を仕掛けたりしている。父よりはるかに有能なため、晴信には「できれば息子の方を雇いたい」と言われている。たまに義信をパシリにしたりしている。
武田信繁
晴信の弟。欧米かぶれで、「テンキュー」が口癖。目鼻立ちのくっきりしたソース顔のイケメンである（作中でも兄とほとんど似ていないが、史実では瓜二つと言われる）。晴信からは頼りにされていたのだが、ムーンウォークを体得するなど、毎回ファンキーな言動が多くなっており、それに伴い場の空気を完全に読まない傾向が増えてきた。これに関しては、勘介に「より特徴を強調した方が出番が増えると本能的に察したから」と推測されている。
武田逍遙軒
信玄の弟。信玄とそっくりなため影武者を務めるが、信廉と呼ばれていた若年期から、何でもかんでも本物の真似をしてしまうため（兄が病で倒れると彼も倒れてしまうなど）、まともに活躍したことはない。
影武者であるにも関わらず、体のとある場所を見ると一目瞭然で偽者とバレてしまう扮装を施しているなど、頭はあまり良くない。視覚的には髪や髭の色で区別できる。また、容姿や身長は晴信とほぼ同じだが、晴信より足が長い。
武田勝頼
信玄の息子。顔はかなり若いころの謙信に似ている。教育係が勘介・幸隆コンビであったため相当な「アホの子」に育っており、信玄存命時は信玄の名言や風林火山の意味を、まったく間違った解釈で述べ、信玄を怒らせる。「毘」と間違えて「屁」の一文字を家臣に賜ろうとしたことがある。
信玄とのやり取り以前に、信玄死後である長篠城攻防戦で登場しているが、相手が鳥居強右衛門だったので、ツッコミ役に回っている。
作中では史実と異なり、晴信と諏訪御料人の関係上、第1次川中島の戦いの前の時点ではまだ誕生していない。8巻にて幼少時代が登場するも、晴信も知らない間に生まれていたため、かなり成長した姿での登場となった。
板垣信方
晴信の傅役。明治維新の元勲・板垣退助と似た風貌をしている（ループタイまで締めている）。なお、退助は信方の子孫・乾氏の出身である（途中で養子が入っているので血は伝わっていない）。
死相が出ていることから晴信や勘介からは心配されるが、上田原の戦い以降も、頭に大量の矢が刺さってひまわりのようになりながらも生存。しかし、今のところその後は登場していない。
春日虎綱
「四名臣」と呼ばれる晴信の重臣の一人。美男子であることから晴信の不用意な言動を必要以上に意識し、忌避している。異常に逃げ足が速く、大軍に囲まれながら一人で突破し、無傷で逃げ切るほどである。
作中では後ろ姿や遠距離からの描写が大半で、今のところ、顔の左半分が描かれただけで、顔の全体ははっきりと描かれてはいない。
諏訪御料人
晴信の側室で勝頼の母。武田家によって滅ぼされた諏訪家の姫。無口・無表情で晴信相手に口をきかず、常に晴信暗殺の機会を伺っている。山本勘介を頼りにしており、話すときは勘介を通訳にたてる。8巻で初めて晴信に直接口をきいた。
三条の方
晴信の正室。おかめ顔で京都出身なので京言葉で喋る（語尾に「どす（え）」とつけるだけ）。一人称は「わらわ」。自分の子である長男・義信を武田家の跡継ぎにすることを願っているので、側室の諏訪御料人と彼女と親しい勘介にも厳しい態度を取るが、晴信をいじる時だけは結託している。義信が結婚したことを知らなかったほど、家中では人望がない。
武田義信
晴信と三条の方との間に出来た嫡男。母親似であるが大人しい性格で今のところ一度も発言したことがない。なお、今川家から娶った正室・おつねは彼に顔がそっくりで、先述のとおり勘介により人知れず結婚していた。そのことを知らない三条の方には、「ヘンなオッカケ」と認識されてしまう。

### 北条家
北条氏康
北条家当主。史実では「相模の獅子」と渾名されており、ライオンを思わせる風貌をしている。
小田原城の堅牢さに絶対の自信があり、この城に篭もれば服など要らないと豪語し裸で過ごすようになり、戦場ではスケスケの鎧を着用するようになる。そのため、服を着ている氏康は、初登場時と正月の挨拶の際（後者はまともな格好ではない）しか見られない。
「ホホウ」が口癖で、ボケ役の「殿」の中で、かなり威厳を持ったキャラであり、深い指摘をして綱成に「さすが」と言わしめたこともあった。しかし三国会談の折は唯一ボケ役の殿なので、その奇行で晴信と義元を唖然とさせていた。綱成につっこまれるが、「常識で考えれば恥ずかしい行動をしておる」と言いつつ、結局考えは改めない。また、全ての問題を「小田原城に篭もればなんとかなる」と言い片付けようとする。また、一度脱いだことで、裸で過ごす理由は小田原城への信頼だけではなくなってきており、風邪を引いても服を着ようとせず、特に下は「もう二度とはかん」とまで宣言している。
北条氏政
氏康の嫡子。父が小田原城に施した突飛な仕掛けや裸で過ごす様を盲目的に尊敬している。ただ、今のところ彼には脱ぎ癖はない。また世間知らずなところがあり、食べられない収穫したての麦を食べようとするエピソードが綱成によって語られているが、氏康によれば、北条一族は皆、そのことを知らないらしい。甲相駿三国同盟の裏で開催された「姫コン」により、武田晴信の娘（前述）と結婚した。
他の諸家は親子もしくは殿と重臣でボケ&ツッコミが出来ている場合が多いが、北条家は親子共々ボケ担当。そのため、北条家登場当初は、ボケだけでストーリーが進行していて、ツッコミが不在だった。
北条綱成
北条家の家臣。その才を見込まれ、氏康の父・氏綱の養子となる。常に首に数珠をかけている。ボケっぱなしの北条親子に対するツッコミ役であり、4巻でその名を明かされる。
氏康の脱ぎ癖を治す方法として、目安箱の設置を思いつくが、「勝った、勝ったぞ!!」という口癖を、遠くまで聞こえる大声で叫んでしまったために感づかれ、逆手に取られてしまい、結局は失敗に終わる。
真面目な性格で、甲相駿三国同盟の裏で開催された「姫コン」では（大声でツッコんで雪斎に注意された後で）小声でツッコんだ。
北条氏直
氏政の子。 「早く家督を譲った方が認められる」という理由で、氏政から家督を譲られた。当人と周りの時間経過が極端に遅くなる特殊能力「ひとり小田原評定」を持っており、家臣らからは北条家の未来を案じられている。

### 徳川家
徳川家康
声 - 桐本琢也（ドラマCD）
竹千代・松平元信と呼ばれた幼年期・少年期は超がつくほどの真面目さで質素を好み、今川義元によその息子は立派であると言わしめるが、あまりにも子供らしくないため「かわいくない」とも言わしめる。浜松時代以降は我慢の人が誇張され（少年時代からその傾向はあったが）、何においてもひたすら我慢する。たとえ自分の頭が燃えていても、甕をぶち割るほどの威力の頭突きを受けても、二人のオッサンにチューされそうになっても我慢するほどで、むしろそれを誇りにしている。そのため「我慢強くない」と言われるとムキになって我慢し出す強情な所もある。しかし、我慢と呼べない我慢や、無駄な我慢も少なくない。しまいには「地上にいるのを我慢」と称し宙に浮いてしまうという「我慢」の概念を超越した我慢まで行えるようになった。モットーは「ゆりかごから墓場まで我慢」で、自身が独自に算出する"天下人の条件"我慢値は100を誇り、さらなる我慢値の向上を欲している。
6・7巻では青年期も登場。松永久秀から「責められるのを耐えることに喜びを感じる変態」と評されている。また、身内や上司に対して多大な我慢を強いられている真田信之を気に入っているが、彼の我慢する姿が見られないという理由から、助けることはしない。
なお、史実の徳川家康は忍耐強くはあるが、どちらかといえば気は短い方だったらしく些細なことで激怒した挿話が数多く残されている。本作でも三方ヶ原の戦いでは浜松城を素通りしていく武田軍を見て、いつもの我慢強さを見せることなく即座に激怒して出陣している。
なお、戦国時代の最終的な勝者であるにもかかわらず最後まで表紙にも裏表紙にも出番がなく、最終回書下ろしのエピローグではあの世で信長と秀吉に「12巻を待ちます」と悔しさを露わにしていた。
本多正信
家康の軍師。家康とは一心同体のごとく心が通じ合っているが、それが行き過ぎて家康の心の中が読めてしまうという特殊能力を備えてしまった。あまりにも読まれていることから、家康にもかなり気味悪がられている節がある。挙句の果てには「殿（家康）と結婚したい」と発言するほどである。その割には、幸村の変装した家康が偽者であることに、全く気づかなかった。
関ヶ原の合戦で秀忠率いる本隊の補佐役となるも、真田親子に手こずったせいで遅参し、戦に臨む家康を見逃したことを悔しがり、秀忠と結託して反真田勢力となる。しかし、教育係であるにもかかわらず秀忠に対する忠誠心は薄く、彼を苛立たせている。
本多忠勝
声 - 坂本頼光（アニメ）
家康の重臣。小松の父。戦時･平時を問わず、常に鹿角兜を被っている。名槍・蜻蛉切りを手に数々の戦で傷一つ負わなかった名将と名高く、本人もそれを誇りとしているようだが、かなりのドジであり、馬を怒らせ蹴られる、手を滑らせ自身の槍が刺さるなど、小さなミスを乱発しており、戦闘とは無関係なところで生傷が絶えない。
「よく分からない時はともかく突進しろ」という家訓を持つ典型的な猪突猛進型であるため、全てを「突進」で解決することしか考えておらず、複雑な問題をあまり理解していない。しかし、その一方で、信之以外の人間で昌幸と幸村の変装をあっさり見破った、唯一の人物である。
家康が今川家の人質時代だったころは幼名の鍋之介名義で登場する。子供ながら眼光鋭い人物として描写されている。「家康がこの世で一番偉大」と心酔しており、逆に義元には遠慮が全く無く、飼い主を守ろうとする猛犬の如く、猪突猛進する。ただし、蹴鞠や歌がうまい（自分より優れた部分を持っている）氏真や、お菓子やおもちゃをくれる雪斎にはなつく。
4巻・5巻では小松の父という立場から壮年期の姿でも登場し、信之のことを「婿殿」と呼び婿・舅関係は良好だが、猪突猛進ぶりは相変わらずであり、真田親子に懐柔され二人からは真田丸と呼ばれ出撃したりすることとなった。家康に対する揺るぎ無き忠誠心も変わらず、本多正信とは史実通り仲が悪い。
家康の青年期にもわずかに登場し、家康にどつきそうになった柴田勝家と相撲同然の押し合いをした。
奥平貞昌
三河長篠城主。武田勝頼の攻撃を受け、部下の鳥居強右衛門を家康への援軍要請使者として派遣する。
一般に知られる信昌という実名は長篠合戦以後に織田信長から与えられた偏諱であるため、史実に厳密な設定である。
鳥居強右衛門
奥平貞昌の家臣。坊主頭で唇が部厚い。長篠城が武田軍の猛攻を受け、落城の危機に瀕した際、起死回生の命運を握る使者として徳川家康の元へと派遣されるが、実はかなりのうっかりもの。話を最後まで聞かなかったり密書を紛失したり馬鹿正直過ぎたりと、史実の大役は果たせそうにない完全なボケ役である。
徳川秀忠
声 - 鈴木達央（ドラマCD）
家康の息子。関ヶ原に遅れた原因を作った真田一家を恨んでおり、信之に怒りをぶつけようとしても上手くいかず、小松に殴られたりもしている。家督を譲ってもらえないために家康を亡き者にしようと刺客を雇ったこともあるらしい。家康には我慢値が90を越えるまで後を継がせないと言われているが、その数値は現在5であるらしい（家康は100、信之は98）。
その後昌幸、幸村扮するイタズラ奉行の手引きで信之への嫌がらせ（幼稚なものから「乗馬」と称してゴリラに乗せられるなど突飛なものまである）を楽しむようになるが、露骨な扮装に加えかなり胡散臭いにもかかわらず、彼らの正体にはなかなか気付かず、ようやく気づいた後も、他の扮装をすると全く気付かなかった。
真田家への執着などを除けば至って常識人であり、我慢強さにこだわりすぎる父や非常に悲観的で心配性な妻に対するツッコミ役である。
お江の方
秀忠の正室にして浅井長政、お市夫婦の三女。顔立ちや髪型、そして性格は父親、髪の色は母親から受け継がれている。
臆病者の父と違ってそれなりに行動力があり、しっかりしようとはしているのだが、単純でそそっかしく思い込みの激しい性格で、父譲りの被害妄想に駆られて暴走し、時折秀忠ら周囲を巻き込む。恐慌状態に陥ると「ヒイイイ」と悲鳴を上げる癖、常人では引きこもれないであろう場所に引きこもることができる特技も同様に受け継がれている。ただ、正信によればそのそそっかしさから家康に「秀忠の我慢値が上がる」と期待され、秀忠の嫁にふさわしいと思われているらしい。
秀忠がどうやら真田家に執着しているらしいと勘づき、役に立ちたい一心で彼らのことを調べている最中に出会った真田親子にその性格を「カモ」と見なされ結託し、真田家に大騒動を巻き起こした。
榊原康政
家康の重臣。半目の男。人を挑発する癖があり、その対象者は主君の家康だろうと関係ない。だが、家康自身はそれを耐え忍ぶのを楽しんでいるため、康政を叱ったりはしない。
鳥居元忠
家康の旧臣。昌幸の執筆した『賢いガマンができる本～組織の長編』に感化された家康が上田城攻めに繰り出した最弱の部下。本人は家康の我慢癖に気付いておらず、案の定真田親子のかませ犬となった。
石川和政
徳川家の重臣中の重臣と称される武将。『賢いガマンができる本』に感化された家康により、無理矢理豊臣方に出奔させられる。

### 斎藤家
斎藤道三
声 - 羽多野渉（アニメ第2期）
斎藤家当主。史実では『美濃の蝮』と渾名された性酷薄な智謀の士であるが、本作においては色黒で額に傷痕のある子煩悩（正確には娘煩悩）なボケ役。あまりに娘・濃姫への寵愛が過ぎたせいか嫡男・義龍の顔は見忘れたらしく、当初は名札が無ければ誰だか判らなかった。濃姫からはその娘一途な性格をからかわれている感があり、それは出家前の利政時代からであるが、本人は一向に気づかない。
なお、単行本三巻では出番が無く、巻頭のカラーページでもその件に触れられている。
斎藤義龍
道三の嫡子。戦国時代ながらドレッドヘアーを結った色黒の伊達男。ツッコミ役。父の跡目を虎視眈々と狙う狡猾な性質をのぞかせるが、奇矯な振る舞いの無い比較的常識人の部類。
史実では土岐頼芸の落胤であると称したが、道三とは顔や雰囲気が良く似ている。
斎藤龍興
義龍の嫡子。端役であり色白で目立ち所も皆無だが、眼つき顔立ちは父親と似ている。色白。モテモテの家臣・半兵衛とは対照的に、女中たちからは陰で呼び捨てにされ面と向かって「あんた」呼ばわりされるなど邪険にされ、ついには城を追い出された。

### 豊臣家
豊臣秀吉
猿顔で有名な天下人。お笑いにかけては負けず嫌いで、どういう状況でも打ち合わせをしてまで笑いをとろうとするなど、とにかく笑いに関する向上心とプライドが高い。お笑いのことで接近する人間には好意的に接するも（小田原攻め遅参の弁明の書状を駄洒落で書いた政宗を、「殺すには惜しい男」と評するなど）、他人のネタがウケたり、他人があまり上手いことを言ったりすると、不快感を露にする。
披露するネタは大抵ダジャレで、実は大してお笑いの才能はないのだが（お市に「スベリ殿」と呼ばれるほど。ただ、笑い上戸のおねと小六には凄くウケる）「誰よりも一番面白い」と根拠のない自信をもっており、相方と見込んだ石田三成と漫才コンビを組んでいる。木下藤吉郎時代からその傾向が顕著で、織田家仕官前には信長にお笑いで売り込もうとしていた。本人はツッコミ担当と思っている（わざわざ兜にツッコミの手を模した巨大な装飾を付けようとしたほど）が、信長がボケ担当の際や三成と組んでネタを披露する際を除き、作中のポジションは大抵ボケ役である。お市から一度も笑いがとれなかったため、彼女が嫁ぐ際、主君信長に反抗してまで阻止しようとしていた。
最終巻の表紙を飾っており、最終回では小田原征伐の名を借りた全国の「殿」達によるお笑いグランプリを開催した。
お笑いの日本代表を自負しており、天下統一後はやることが無くなってしまい、お笑い世界制覇をすべく朝鮮出兵を決行するが、言葉の壁により失敗したらしい。
作中での呼称は「木下藤吉郎」または「豊臣秀吉」であり、「羽柴秀吉」のころであるおねへの手紙のエピソードでも、藤吉郎の呼称であった。また、天下人となった後は髭を生やすようになっている（シリーズ初期では木下藤吉郎時代にも短い髭を生やしている描写が見受けられる）。
おね
秀吉の妻。
面白い人が大好きで、秀吉の顔の面白さのあまりその妻となったが、秀吉はそのことを複雑に思っているようである。史実では秀吉との間に子供は生まれていないが、本作ではその理由を「子作りの方法を知らない」ゆえと説明している（濃姫主催の女子会の際に「子供ってどうやったらできるの？」と発言）。
豊臣秀長
秀吉の弟。頼りにはされているが極端に影が薄く、半兵衛はおねに指摘されるまで彼の存在に気付かなかった。存在感のなさから度々災難に遭うが、秀吉はそれを「その特徴を生かした笑い」と称している。
作中に登場してから、まだ一度も発言していない。
蜂須賀小六
秀吉の股肱の臣。常に高楊枝をくわえており、いかにも野武士上がりといった厳つい風貌・粗野な言動をしているがお笑いに対する閾値が低く、秀吉の駄洒落を聞くといちいち抱腹絶倒の大笑いを起こす。
石田三成
秀吉の家臣であり漫才での相方。有名な『三献茶』のエピソードとはかけ離れた「三段オチ」の才能を見出され、秀吉の家臣となった。振られたギャグに即興でボケられるなど、秀吉とはツーカーの仲と言っていいほどの存在。しかし秀吉の影武者に本物のサルを立てた際に（しかも発案したのは三成本人）、秀吉とサルを本気で見誤るなど、おっちょこちょいかつ失礼な面もある。
笑いの才能がない人物=「不暖派（読み方は「ぶだんは」。「お寒い人々」という意味）」には、秀吉や吉継などに対するときと違って冷淡である。特に後に関ヶ原の合戦で相対することになる家康を、「カミ合わない」と嫌悪している。公の場では改まった尊大な話し方をし、真面目に仕事に取り組もうとする姿勢も見られるが、一揆煽動の疑いがかかった政宗を糾弾する際にお笑いが絡むと態度を軟化させる秀吉を見て喜ぶ、関ヶ原の合戦で挙兵に反対する声を「『やるなやるな』は『やれ』だ」というお笑い界の常識から聞き入れないなど、お笑いを捨て切れていない面もある。
大谷吉継
5巻の関ヶ原編で初登場。三成の無二の親友で、「みっつん」「よしぶー」と呼び合う仲。お笑いつながりの友であり、大ゲサに反応する芸を得意とする。そのためには多少の怪我も辞さない。
7巻では相変わらずの体を張った芸を披露したほか、三成との友情秘話も明かされた。また三成の回想で、白い覆面を外した素顔が登場している。
加藤清正
三成を蛇蝎の如く嫌っている、荒々しい物腰の武将。「武断」と「不暖（サムい）」をかけて「ブダン派」と称されている。ちょくちょく正則と共に登場しており、名前は最終巻で判明した。
福島正則
清正の相棒。たらこ唇が特徴的で、過激な清正に比べると穏健だが、揃ってブダン派扱いされている。尋常ではないほどの酒乱かつ恐妻家。
竹中半兵衛
天才軍師にして絶世の美男子。女性の絶大な支持で稲葉山城の乗っ取りができるほどモテるが、本人はいたって常識人であり現状にやや困惑している。秀吉が説得工作に赴いた折、寒いギャグに延々と付き合わされ根負けし、家臣となった。
常に自分の知略の上を行く秀吉や信長の言動に自信を失いかけることも。また、明智光秀とは苦労人同士心が通じ合う。秀吉に「ブサイク」と罵られたときは（これまで言われたことのない言葉だったため）非常に落ち込んでいた。
本格的な登場前、豊臣秀吉時代の秀吉の回想として一コマだが登場している。しかし、髪の色が本格的な登場後と異なる。
黒田官兵衛
秀吉の参謀で、好感度のなさそうな顔が特徴。1巻以来、出番がなかったが、9巻にて小寺考隆名義にて若かりし姿で登場。さわやかな台詞を黒く吐くことから、家臣らに「いつか地中深く封印されそう」と思われている。最終巻でも1コマだけ登場した。
蒲生氏郷
幼名鶴千代。世に比類とも無き名将だが、目つきが異常に怖く、自覚なく周囲に亡霊や妖怪を呼び寄せる。それらを呼び寄せていないときでも、周囲には大抵、火の玉が浮いており、自身が話す「面白い話」やたとえ話もホラータッチになってしまう。また、ナマズの髭のような異常に長い一対のまつ毛をもつ。信長にはその目つきをかなり気に入られて「将来娘を嫁にやる」と言われたほどだが、秀吉にはものすごく怖がられ、それが理由で東北に追いやられる。しかし、本人は秀吉から熱心にお笑いを学んでおり、秀吉のもとを離れることを、泣いて辛がっていた。そしてその後、秀吉に恐怖を抱かせるような言動を何度もとってしまい、ついには出入り禁止にさせられた。農民がその目つきで一揆の首謀者を自白してしまったときも氏郷の部下に「仕方ないさ、拷問みたいなもんだから」と慰められるほど（当の本人は「誠意を持って接したから話してくれた」と勘違いしている）。
一方で、性格的には誠実で相手に気を使う好人物である。しかし、それがかえって短所であるホラーの要素を強めてしまい、裏目に出ることが多い。彼の家臣は他家と違い、ツッコミのポジションではなく、主君をフォローしたり、慰めたりすることが多く、稀のツッコミも弱気なことが多い。家臣思いで、他国から優れた牢人を積極的に召し抱えようとしているのだが、魑魅魍魎が集うため、城下が肝試しの会場のようになり、「町造りが下手」という噂まで立っている。
なお、史実においても織田信長と接見した際に「この者、眼精常ならず」（瞳の輝きが尋常ではない）と評価されて気に入られ、信長の官職であった弾正忠から「忠」の字を与えられ忠三郎賦秀と改名している。氏郷の名は、秀吉の天下が磐石になったころに「秀」の字を慮って改名した名前である。
小早川秀秋
5巻の関ヶ原編に登場。多くの兵を率いる西軍の武将。子供っぽい言動が特徴。家康から内応を依頼されるも、優柔不断な上忘れっぽいため返事が遅れ、「我慢強さ」を売りにする家康を「これ以上待たされるとワシあいつの陣地に鉄砲撃ち込みかねん」と物凄くイラつかせる。
大野治長
10巻の巻末書下ろし漫画に登場。大坂冬の陣に備え、豊臣派の抵抗のシンボルとして幸村を大阪に呼ぼうとするが、相変わらずの幸村の破天荒ぶりに頭を抱える。

### 今川家
今川義元
今川家の当主でツッコミ役。息子の放蕩ぶりに手を焼き何とか更生させようとするも、周囲のボケぶりに翻弄されいつも失敗する。公家かぶれの肥満体という外見で、もてない男が強調され、息子の氏真からは血縁関係を疑われた（あまりにもモテないので赤の他人を養子にしたと思われた）ことすらある。それどころか、家中では「この世で一番モテない男」呼ばわりされる、お菓子を差し出しただけで侍女が顔色を変え必死で断るなど、かなり悪いイメージを持たれているらしい。見た目に反して、作中でも1・2を争うくらいまともな殿で、実は今川家では唯一の常識人のようである。
5巻では長髪で若年期の義元が登場。がっちりした体格でなかなか男前だが、それでも氏真には「生々しいブサイク」呼ばわりされていた。仕官を求めてきた山本勘介をそのあまりのバカさ加減と横着ぶりから叩き出している。その後彼とは三国同盟締結の折に再会している。
今川氏真
義元の嫡男で、碌に勉強もせずいつも遊んでばかりいる放蕩息子。しかし遊びに関する技術や知識はすさまじく、殊に蹴鞠のテクニックは現代に産まれていればファンタジスタと呼ばれたであろう程。また女性への関心も強く、合コンをしたり「全国美女100選」なるカタログ編集に携わったりもしている。彼と氏康の娘、氏政と晴信の娘が結ばれた「姫コン」も、彼が主催した。趣味人であり現代っ子的なキャラクター。
太原雪斎
今川家の軍師で、義元から氏真の放蕩を諌めるために教育係を命じられる。しかし氏真のモテぶりに引き込まれ、逆に氏真に同調するようになってしまった。三国同盟締結の時期になると、死相が見えるようになる。
寿桂尼
義元の母。今川家では義元ほどの権威ある存在だが、常識人ではない。口癖は「ゾよ」。義元をモテなく産んだことに罪悪感を持っている。かなりの高齢だが合コン好きであり、その際は表情や口調が一気に若返る。「姫コン」では女性側幹事となり、同席した綱成に一目惚れしていた。

### 真田家
真田信幸
声 - 岸尾だいすけ（ドラマCD、アニメ）
昌幸の長男。関ヶ原合戦以後は真田家当主。史実同様、作品途中で「信之（読みは同じ）」に改名している。若いころは少し髪が短い。ツッコミ役で常識人。
父と弟の破天荒ぶりに手を焼いており、関ヶ原の戦いの後は、反省の色を全く見せない本人達の代わりに、平謝りに謝って家康に同情され、死罪を許してもらった。実際はあまりしていないにもかかわらず、父と弟からはいつも土下座しているイメージを持たれており、「ドゲザムライ」「地面より低い頭」などと呼ばれたこともある。
恐妻家で妻の小松に頭が上がらないが、それでも小松のことを大切に思っており、危険な目に遭わせたくないからと強く意見することもある。また生き残り編で妻帯していない時期であることを述べられた際には、盛大に動揺していた。後述の通り、見合いの際に稲姫（後の小松）を「忠勝の息子になる」という理由ではなく、一人の女性として意識し、彼女の心を動かした。また、彼の特徴は「嫁が怖い」ということで周囲に認識されており、彼のことを調べていたお江は彼自身の情報が一切出てこないことにすっかり困惑してしまった。
名を「信之」に改めたころから関ヶ原遅参の恨みから秀忠に目の敵にされるなど、基本的に損な役回りになることが多い不幸なキャラクターではあるが、その我慢ぶりから家康には気に入られている。その家康が独自に算出する天下人の条件である我慢値は、家康の100に対して98、なお底を見せていないらしく、家康から一方的に次の天下人に最も近いのではと思われている（史実での晩年の信之は、武将たちが世の中を去っていく中で、数少ない戦国時代を良く知る貴重な人間として幕府から一目置かれて優遇されていた）。
真田昌幸
声 - 伊藤健太郎（ドラマCD、アニメ）
真田家当主。信幸、幸村兄弟の父。口がいつも描かれておらず、いつも目を細めている（たまに真顔になったとき、目を開けて瞳を覗かせることがある）。8巻において、ニックネームが「ユッキー」であることが判明した（ただし、作中では誰にも呼ばれず、北条家へ臣従するまえに幸村に受け継がせている）。幸村と気が合い、信幸をからかうことに生きがいを感じている。そのため信幸が困ると生き生きとし、信幸を弱らせるためとあらば多少の危険も辞さない。彼のみならず、様々な人物の弱みを握ることを得意とする。飄々として掴みどころのない人物で、Vサインを出すのが癖。
変装（特に女装）の名人と自負するが（幸村も同様）、信幸にはアッサリ見破れるような変装である。しかし、どういうわけか彼以外の人間にはほぼ100%気付かれない。そのため、蟄居を命ぜられた後も家康や秀忠に臆面もなく接近する。
史実通り九度山に滞在していたのはわずかの間で、長い間信之の居城に居座っていたが、やがて暇つぶしのために旅に出る（幸村は彼と行動を共にしている）。しかし、家康を散々からかった後で涼しい顔をして帰ってきた。
真田家初登場の前に武田親子の回想で後姿だけで先に登場しており、また晴信時代（幼少期）は源五郎名義で登場。人質として晴信の手元に預けられたものの、図々しい言動（晴信をして「勘介や幸隆を上まわるうっとうしさを感じる」「この時代であばれさせてはいけない」と言わしめている）や女装癖はこのころからである。
作中では幸村と並びトラブルメーカーとしての性質が強く、史実での権謀術数に長けた名将としての性質は、要領がよく信幸を始めとする周囲を手玉に取るという形で表現されている。あらゆる方法で真田一族を生き残らせようとするが、その発想は常に信之をはじめとする常人たちの理解の範疇を超えており、生き残り戦に関しては真田氏を美少女「サナ」として擬人化し乙女ゲームのような寸劇を挟むことで表現している。
真田幸村
声 - 前野智昭（ドラマCD、アニメ）
昌幸の次男。存命中の名前は、史実では信繁だが、本作では幼名の時期をのぞき、幸村で統一されている。作中で一二を争う無表情だがかなりの悪戯好きで、父のボケに便乗し、兄の家庭を掻き回す。父には「ユッキー」と呼ばれる。兄のことは「兄さん」と呼んでいるが、あまり兄として敬っている描写はない。目がいつも描かれていない。また、若いころは髪形が若干異なる。「楽勝」「口八丁」など、何か書かれた旗を持っていることがある。前回のあらすじをプレートにして掲げているなど口数が少ないが、時折吐く辛辣な台詞で兄を困らせることもある。
人生の大半を人質として送っており、相手をおちょくり、わがままを貫き通す術に長けている。上杉家へ人質へ送られた際には、直江兼続と意気投合し、景勝や家臣らを盛大に困らせていた。
10巻では大河ブームに乗って大坂の陣直前の動向が描かれた。ひげが生え、帽子を被り髪型が見えなくなっているものの、「面影ありまくりだよ！」と突っ込まれるほど、言動には変化がない。
作中では「壺を渡すのでお小遣いを入れて返却してください」という手紙を兄に送っているが、史実でも幽閉時に近くの寺に「焼酎を送って下さい」と同様の手紙を出しているという逸話が残っている。
小松
声 - 小林ゆう（ドラマCD、アニメ）
信幸の正室で鬼嫁、そして本多忠勝の娘。常に薙刀を携帯しており、女子プロレスラーのような剣呑な雰囲気を漂わせている。また、大抵の場合不機嫌そうな表情をしている。真田一家が最も恐れる存在で、信幸を手玉に取る昌幸や幸村も、彼女を敵に回すことは避け、むしろ手なずけようとする。父・忠勝には幼少期から強い対抗心を抱いており、突進してきた際には薙刀で徹底的にたたき伏せている。
信幸を完全に尻に敷いており、昌幸や幸村と結託することも少なくないが、稲姫と呼ばれていたころに出会った際、初めて自分に「忠勝の息子」になるという理由以外で接してくれた人物であることもあってか（気の強い彼女も、そのときは涙ぐんでいた）、本気で自分を心配する夫に「そ…そんなヘマしねーよっ」と照れながら返したり、彼に当たろうとする徳川秀忠を拳で黙らせるなど、稀に夫として大事にしている描写も見受けられる。また女性が想いをよせる方に甘い菓子を贈る日には、真っ赤になりながら握りつぶした菓子箱を投げつけるなど、素直になれない一面もある。なお風邪をひいた際、熱のせいで寝ぼけてプロレス技をかけられた信幸は「熱のせいか、いつもより手加減がない」と発言しており、夫には本気を出していないこともうかがえる。
登場はしないが、1巻の時点で既に子持ちであり、史実にもある「関ヶ原合戦の直前、昌幸が孫の顔を見に訪れた際に追い返した」ことが描かれている。
真田幸隆
昌幸の父親で、先々代真田家当主。武田信虎に領地を追われた過去があるが、山本勘介が放浪時代に知り合った縁で武田家に仕える。勘介には幸村同様、「ユッキー」と呼ばれる。
孫の幸村と容貌性格が酷似（晴信の言葉を借りれば、幸村の髪の「色を塗り忘れた」バージョン）しているほか、「戦国武将のこと知っちゃおう事典」という書籍を駆使することで晴信-勘介時代の時系列からでは未来にあたることまで知っている不思議な人物。なお、初登場時のすぐ後に真田家のエピソードが来た際、実は一人二役（幸隆と幸村は同一人物）ではないかと匂わせるシーンがある。
矢沢頼綱
昌幸の従弟。上杉家の人質に下った幸村の付き人として越後に向かうが、幸村の専横と兼次の悪乗りに心身ともにとことん疲弊する。
真田幸昌
幸村の長男。10巻より登場。容姿は祖父である昌幸にうり二つであり、髪の色は曾祖父の幸隆に似ている。蟄居していた幸村と共に、豊臣家重臣の大野治長と面会するも、父親と一緒にふざけまくっており、治長に長い葛藤を強いた。

#### 真田十勇士
十勇士と名はついているが、実質9人しかいない。
海野六郎（望月六郎）
漫画『BRAVE10』の単行本巻末に掲載されている『殿といっしょ BRAVE10出張編』に登場する人物だが、10巻にてようやく本編に登場を果たした。
真田十勇士のリーダー格を務め、『出張編』では登場しない幸村の動向を伝える人物。前髪部分が眼鏡のようになっている特徴的な髪形の持ち主。クールで知性的なリーダーだが、十勇士に対する扱いは極めて粗雑であり、兼次や濃姫並の無茶振りを行うことも多い。
猿飛佐助
真田十勇士の一角で、額に鉢金を巻いた忍者。熱血漢であり、才蔵とは反りが合わない。惚れっぽい性格。出番が多い分、六郎からの扱いはとみにひどい。
霧隠才蔵
真田十勇士の一角。優美な外見の青年で、佐助のライバル格。自らを「美しき天才忍者」と称し、「才蔵とそれ以外の9人の合計で人気投票をしてもらいましょう」という六郎の無茶振りも、二つ返事で承諾するほどの自信家。六郎を除く十勇士の中でも一応この二人だけは別格らしく、他は「ザコ勇士」なるぞんざいな扱いを受けている。
三好清海入道
ザコ勇士組三人衆の一角。額に大きな十字傷のある巨漢で大金棒を携えており、外見はいかにも荒法師と言った姿だが、物腰は少年のように柔らかい。影が薄すぎて佐助から名前を呼んでもらえなかった。
本編10巻でも幸村の影武者として大阪城に出向いた。六郎からは「百人力のありそうなムキムキの人」として紹介され、治長からは「骨格が違いすぎるだろ!」と突っ込まれていた。
筧十蔵
ザコ勇士組三人衆の一角。ござる口調で話す、糸目の優しそうな外見の男性。火縄銃使い。
由利鎌之介
ザコ勇士組三人衆の一角。チンピラのような外見をした鎖鎌使い。
三好伊佐入道
十勇士の一人で清海入道の弟。仇名はイッサ。兄と全く似ていない爽やかなイケメン。
穴山小介
十勇士の一人。幸村の影武者であるが、その正体は（出張先の小助役のキャラクターに匹敵するほどの）物凄い爆乳の美女であり、髪型以外あまり似ていない。本編10巻でも清海と共に大阪城に出向いており、六郎からは「ムチムチの方」「見ているだけで士気が上がるでしょう」とその美貌を称されている。
根津甚八
十勇士の一人。非常に粗暴かつ脳筋な荒武者。
サールット=ビサスケ
六郎が雇用した佐助の影武者。しかしその外見は似ても似つかぬ巨躯の白人であり、本来は不法入国していた所を六郎に捕らえられて真田家で働いていた。日本語すらおぼつかないが、佐助の恋愛経験だけは克明に覚えている。十勇士入りを夢見ており、隙あらば佐助を倒そうとしている。

### 信濃諸豪族
村上義清
北信濃における武田晴信の好敵手。晴信より二十年年長であり、老獪な器量で二度の敗北を味わわせた唯一の武将。アフロの髪形をしている。しかし、作中では武田方である山本勘介や真田幸隆の侵入を居城や陣営の奥深くまで許しており、唐突なインタビューに唖然翻弄とされながらも答えているなど、少し脇の甘く朴訥な人物として描写されている。
後に晴信に領地を奪われ、長尾景虎を頼って越後へ逃げてくる。景虎の言動から「母さん」などと呼びそうになることが時折あり、しばしば振り回されている。
小笠原長時
信濃守護職・小笠原家総領。晴信曰く「お前など（村上義清より）もっと敵ではない」らしく、単行本四巻刊行現在、晴信に一蹴された場面（勘介と幸隆の紙芝居）以外に登場はしていない。

### 長宗我部家
長宗我部国親
声 - 杉野博臣（ドラマCD）
長宗我部家当主。元親に萌えない一人であり、息子の軟弱ぶりと、その息子に萌えまくる家臣たちに頭痛の毎日を送る。作中で亡くなった描写が描かれた数少ない一人。
長宗我部元親
声 - 能登麻美子（ドラマCD、アニメ）
姫若子（女の子のように大人しい子）と呼ばれていた史実を拡大解釈し、少女趣味で華奢で美少女に見える美青年として登場。愛称は「モトチーナ」だが、ガッシーからは「もとちん」と呼ばれる。
馬に乗るのを怖がり、剣の稽古もままならず、庭の花や小鳥に話しかけるなど、深窓の令嬢のように臆病で軟弱な性格。料理好きで、ことあるごとにお菓子や弁当を作っている。外見に違わぬ平和主義者であり戦争を好まない心優しい性格だが、「毛虫がいる」と言われただけで泣いて怯えるなど、一国の領主としてはあまりにも臆病すぎる一面もある。また、天然ボケ気味でぶりっ子かつおバカキャラ的なところもある。しかしその可愛らしさゆえに家臣たちに絶大な人気を誇り、男子であるにもかかわらず萌えまくられ甘やかされ、元親親衛隊が組織されている。悩む父の姿に心を痛め「男らしくなる」と宣言したこともあるが、スクール水着やナース服を平然と着こなすなど奇抜な行動も目立つ。その個性を逆手に取り、恐るべき方法を用いて初陣を勝利した。
当主となってからは、その愛らしさで他国にファンを作るほどの統率力（実際はアイドル的人気）を見せるものの、親衛隊に誤った情報を吹き込まれたため、一領具足を後援会名だと、勘違いしていた。また、敵国にも友好的だが、元親が自分たち以外のものになることを親泰や親衛隊が危惧し、彼らを敵視している。そして、当主になったため「姫若子」から「殿若子」と呼ばれるようになった。なお、本山茂辰に嫁いだ彼の姉は親泰似で、「親泰は姉のことが好き」と誤解した元親からの「茂辰と親泰のどちらが好きか」という書状を受け、夫に掛け合って長宗我部家に降伏してもらった。
7巻からは次弟親貞の勧めもあって遂に正室を迎えることとなった。8巻で父親となる（史実通りなら既に26歳である）が、性格や性質に変化はなく、1年もの間、親貞以外の誰もがその事実を知らなかった。それどころか、8年が経過した10巻でもより女性的になっただけでまるで進歩していない。
最終巻ではとある精神的なショックにより疲弊しており、小田原にはサモトラケのニケ風の木像が代理で登場した。
吉良親貞
国親の次男であり、元親の弟。7巻から登場。
顔立ちは童顔で大人しめな風貌ではあるが、外見とは裏腹にやや荒い口調の毒舌家。頭を掻く癖がある。少女趣味の長兄を「変態兄キ」、元親に萌える弟や親衛隊を「ドヘンタイども」と罵倒し、親泰や親衛隊の目の前で元親にビンタを食らわせることも辞さないなど、家中で最も常識的な価値観と、容赦なく正論を述べる非常に辛辣な性格の持ち主で、国親が亡くなった現在では、この国で唯一元親に萌えない男。国親や親泰と異なり、表情一つ変えずに元親らにきついツッコミを入れる。こうした性格のため彼が吉良家に養子に行くまでは、元親の親衛隊は辛い日々を送っていたとのこと（史実では吉良家に養子に出されたのは、元親の結婚後である）。なお、弟の親泰が兄萌えであったことは幼少期には既に気付いていた模様（親泰本人は成年に達するまで気付かれていないと思っていた）。そのため元親の性格矯正に関しては親泰には全く期待していなかった。
吉良家からの里帰り方々、兄の性格矯正のきっかけとすべく独断で進めていた元親の縁談話を切り出して家中を震撼させる。己の本音と目的こそハッキリと明言しているものの、一方で美濃斎藤氏と縁続きでもある石谷氏と縁戚関係を結ぶという政略上の理を説くことで、元親萌え以外の理由で彼の結婚に異を唱えられない親泰達反対派の反論を完全に封殺するなど、非常に隙が無い。その結果、目論見通りに元親の婚姻を成立させることには成功するが、正室に迎えた元親の妻（後述）の性格及び嗜好までは計算外だったようで（親貞は石谷頼辰に「女なら何でも」と頼んでいた）、最大の目的であった元親の性格矯正は失敗に終わる。
10巻では敗走した一条家を引き取るという名目で、兼定を鉄砲玉に仕立て上げ、相も変わらず軟弱なままの元親に謀反を起こす。
香宗我部親泰
声 - 平川大輔（アニメ第2期）
国親の三男であり、元親の弟。4巻から登場。
父親似で、精悍な顔立ちをしている。父と同じく、元親には男らしくなって欲しいと願い、兄や彼に萌えまくる家臣たちを叱咤しているが、実は自らも人一倍萌えている。当初こそ本人はそれを否定し、登場初期には動揺している反動で家臣への突っ込み方が親貞レベルにきつかったが、親衛隊の代表格（便宜上本作で「親衛隊A」と名付けられた）に自分が元親に萌えていることを悟られたあたりから徐々にペースに巻き込まれ、親衛隊と結束したり、親衛隊以上に暴走したりする場面も増え始める。元親を敵国から守るために外交を一手に引き受けているが、ライバルを除きたい親衛隊の目論見により元親と形の上だけ絶縁する役割を回されるなど苦しい役回りを押しつけられることになり、長宗我部家の安泰と兄への思慕との間で葛藤する。
幼年期（幼名は弥七郎）に怪我をした際、元親（当時は弥三郎）が治療をしようとして近付いたら鼻血を吹いたのを見て、父親である国親が香宗我部家へ養子に出した。
7巻からは元親に萌えない次兄・親貞が登場したこともあって、本気で元親の性格矯正を目指す彼とは何かと衝突することになる。8巻にて元親に子供が出来たことを知った時には、親衛隊たちと共に寝込むほど落ち込み、変態の極みと呼べるような言動をした上で号泣し、一時は元親萌えを卒業しようとした。しかし、まだ萌えられることに気づいたため、復活した。そして弥三郎はやがて両親譲りの美少年に育ち、すっかり親バカならぬ叔父バカになり果てることとなる。
なお、5巻巻末のおまけマンガでは髭を蓄えた壮年期が描かれており、一方の兄・元親は、容姿が全く変わっておらず、俊崇坊に親泰（元親と間違えられた）の妻か娘と思われるほどであった。
ガッシー
元親の妻。石谷頼辰の義理の妹で、何時まで経っても男らしくならない長兄に対し「女与えりゃさすがのコイツも男の本能が目覚める」との目論見で親貞がまとめてきた縁談の相手。7巻から登場。
元親同様、美少女の風貌をしており、ところどころにフリルが施され、下半身部分がスカートのようになった和服を着用している。やや間延びした口調で話す。嫁いでくる前までは「我らの殿を奪おうとノコノコやってくる女」として一領具足から目の敵にされていたが、いざ嫁いでくると元親とは似た者夫婦であり、夫とアイドルユニット「ナナツカタバミィ（七つ方喰＝長宗我部の家紋）」を結成するや否やあっさりと彼らにも受け入れられてしまう。8巻で母となる。
「ガッシー」とは真っ先に彼女に転んだ一領具足の命名で、石谷氏の出身であることを理由に名付けられた愛称であり、本人曰く本名・年齢は非公開らしい。また史実上の元親夫人も名と生年は伝わっていない。
長宗我部弥三郎
元親とガッシーの子供。親貞からの「お前（元親）みたいなヘンタイの子は誰からも祝われない」という発言から、存在を1年ほど隠されてきた。その後、親泰と一領具足の幹部と面会した。顔立ちは父親似で、髪型は母親似。赤ん坊なだけあって、親貞も彼には手を上げていない。
10巻では少し成長した姿で登場。両親の美貌を受け継いだ紅顔の美少年に育つ。本人は乙女すぎる父親を見て「強くあろう」としているが、両親譲りの少女趣味は抜け切っておらず、周囲からも甘やかされている。その軟弱ぶりには親貞からも甚だ呆れられてはいるが、それ以上のバカである元親一派に怒りの矛先が向けられているためそこまで弾劾されてはいない。

### 島津家
島津四兄弟
声 - 島津義久:檜山修之（ドラマCD、アニメ）
声 - 島津義弘:羽多野渉（ドラマCD、アニメ）
声 - 島津歳久:前野智昭（ドラマCD、アニメ第2期）
声 - 島津家久:原由実（ドラマCD）、五十嵐裕美（アニメ第2期）
義久、義弘、歳久、家久からなる島津家の四兄弟。名乗り口上を上げる、敵将を怪人と呼ぶなど、行動のノリがスーパー戦隊そのもので、勝手に大友宗麟を悪の組織の司令官に見立てている。また特撮のノリを再現するためであれば、敵に自軍の作戦を解説したり、一時捕虜になったりすることも辞さない。宗麟とは手紙のやりとりを行い、見せ場の打ち合わせなどを行っている。
当初は四兄弟でひとくくりにされていたが、常に目が輝いている戦隊リーダー役の義久・二枚目でキザな参謀役の歳久・幼少で皆に可愛がられるマスコットの家久らに比べて個性が無い義弘の存在が次第に際立ち始め、義弘がどうやったら目立つかなどが議論されている。義弘も個性を出し目立とうと躍起にはなるが、自分の合わないやり方で失敗をするなど、努力は空回りするばかりで実を結んでいない。
4巻では、再び元通り、四兄弟でひとくくりにされるようになったが、義弘がやがて猫好きという特徴、後にスーパー戦隊の「六人目の戦士」的なポジション（一匹狼的なキャラクターだが、おいしいところをさらって去っていく）に目覚め、再び存在が際立ち始めている。
11巻では秀吉の九州平定が行われ、壮年期の義久と義弘が登場したが、二人そろってすぐさま出番が終わってしまい、本作最後の出番ながらまるで目立てなかった。
5巻の関ヶ原編では、晩年の義弘も登場。目立ちたがり屋な性格は一向に変わっておらず、目立つ才能も相変わらず皆無であり、目立つためにたった5騎で参戦しようとしたことを「それでは誰からも気づかれずに死んでしまいます」と部下に突っ込まれた。顔だけだがその当時の他の三人も登場している（家久のみ顔がわからないようになっている）。
島津貴久
声 - 白熊寛嗣（ドラマCD）、伊藤健太郎（アニメ第2期）
四兄弟の父。息子たちから「司令官」と持ち上げられている。行動的な息子たちと対照的に、気弱で引っ込み思案な性格。左手の甲に島津家の家紋・島津十文字が描かれているのが特徴。当初は息子たちの奇行にしぶしぶ付き合っていたようだったが、次第に司令官としての地位を勝手に意識しはじめた。その後、「シー・エー・エー」（島津繁栄防衛会議の略。英語やローマ字の略称ではなく、島津の「し」、「繁栄」「防衛」の「えい」を取り上げ、それっぽく表現しただけ）で、貴久以外の全員（島津四兄弟）が賛成したことにより、義久に司令官（＝当主）の地位を奪われてしまう。
作品が進むにあたり存在感が希薄になりはじめ、同じく没個性に苦しむ義弘から「自分より目立っていない」と言われてしまい落ち込む場面も見られる。司令官の座を奪われた後は、正月に家臣にお年玉を配りまくる「お年玉長官」に任命された。

### 大友家
大友宗麟
声 - 髙階俊嗣（ドラマCD）
大友家当主。島津四兄弟からスーパー戦隊の悪のボスっぽい行動を要求され、ノリやすい性格のため、全く反発せず従っている。当初は多少島津家に敵意があったが、手紙のやりとりを行ううちに島津四兄弟とはすっかり仲良くなってしまった。戦隊ごっこに立花道雪を引き入れたいがため様々な工作を行うも、いつも看破されてしまう。
登場当初はスーパー戦隊の悪の親玉的な役割を演じていたが、宗麟本人は嘘が下手だったり、基本的に自らの不祥事で周囲が傷ついたり死んだりすることを嫌ったりと、悪人とは程遠い性格で威厳もほとんどないため、作品が進むにつれ仕事をサボったり、不祥事の責任を部下に押し付けようとしたりするなどの『ダメ人間』ぶりが強調されるようになってきた。落ち込むと寂しげな微苦笑を浮かべ、硬直する癖がある。
スケベ本を大量に保有し配下に「それ以上に貰って嬉しいものなどない」と称し褒美として配ろうとする、家臣の妹が美女だという評判を聞いて近習に添えようとするも「顔に怪我をした」と知るや否や興味を無くすなど、過剰に好色漢として描かれてはいるが、史実の大友宗麟も「飼っていた猿を家臣にけしかけ、困惑した様子を見て楽しむ」「家臣の妻に横恋慕し、その家臣を無実の謀反で誅殺して略奪する」「京都まで家臣を美女漁りに派遣し、妾として連れ帰らせる」など、君主としていろいろ問題があるような奇行ぶりで知られる人物である。後者二つのエピソードに関しては、本作では「スケベ本の収集」にアレンジされている。
娘婿である兼定に対しては冷遇しており、紹忍からは「人のことは言えない」と思われている。
出家前（義鎮）は好色な上に派手好きで臆病者と、現時点にも増して「ダメ人間」であったようで、鑑連に勧められた出家を快諾した理由も非常にくだらないもの。かなりの恐妻家でもあるとのこと。
立花道雪
声 - 杉野博臣（ドラマCD）
主君の宗麟を真顔で諌める唯一の家臣。冗談が通じない生真面目な性格で、彼のセリフの吹き出しの形まで硬く角ばっている。
島津家との戦隊ごっこにノリノリの宗麟を現実に引き戻すほど辛辣な言葉を述べたり、背筋が凍るほど冷たい目線を送ったりと、厳しい戒めをツッコミにしている。その様も非常に怖く反論を許さない威風堂々たるもので、宗麟も逆らえた例がない。そのため島津四兄弟からは勝手に黒幕扱いされ、ますますもって戦隊ごっこに引き入れたい人物になってしまっている。
愛刀「雷切」の逸話が拡大解釈されており、真剣さが増した際、あるいは怒った際に「放電」する癖があり、宗麟に直撃することもあるが、本人は主従関係という意識があるため、宗麟が問題を起こしても仕置を加えるようなことはない。ただ、周囲が責任を取らされる。他人に対する配慮を欠かさなかった史実とは違い、敵国への厳しい対応は当然だが、家臣への仕置も手厳しく、「さすが悪の黒幕」と宗麟を青ざめさせるほど。それは娘の誾千代も例外ではなく、不始末の責任を取らせるため切腹を命じ、周囲を慌てさせたことが何度かある。ただし、高橋紹運の後述の行動に関しては、無礼を詰られ殴られ続けても家臣との約束を完遂した心意気に免じ、特別に許している。また、誾千代の結婚話には本気で動揺するなど、父親らしい一面もある。
史実の立花道雪も大友宗麟に諫言するときは容赦も遠慮も無かったらしく、宗麟が悪戯でけしかけた猿を鉄扇での一撃で撲殺したうえ説教を喰らわしている。
立花誾千代
道雪の娘。立花家に男子が生まれなかったため、女子でありながら父・道雪から家督を継ぐための教育を受けており、その反動で誰とも結婚する気はなく、世の男性に辛辣な評価を下している。発音の「し」「す」が「チ」になる（例:「わたし」→「ワタチ」、「です」→「でチ」など）のが特徴。顔立ちは父親似で、吹き出しのフォントも父親同様、角ばっている。初登場時は3歳だが言動はかなりしっかりしている。父親ほどの威圧感はないが（それでも反論しかけた宗麟を眼光で射すくめ黙らせたことがある）、一度道雪ですら遠慮した宗麟の印象を率直に口にし、正気を失わせてしまったことがある。弥七郎に対しては初対面での経緯から最悪の印象を抱く。そのため彼から一方的に結婚する話を持ち出された際は「死んだ方がマシ」と嫌がり、宗麟が愛人にすると発言すると、それを上回る嫌がり方をしていた。
10巻では4年が経過した7歳の状態で登場し、相も変わらず弥七郎と喧嘩を繰り広げる。
最終巻では宗茂と結婚したが、暑苦しさ全開の宗茂に冷淡な態度を取っている。
高橋紹運
道雪と並ぶ大友家の重臣。カタツムリの触角のような眉が特徴で、一人称は「それがし」、口癖は「なんだな」。「約束」を絶対視する性分であり、宗麟への忠誠心は非常に強いものの、決して主君に甘いわけではない。共に大友家を支える重臣である道雪との信頼関係は固い。若いころは髪が長く、中々の美男子であった。
かつての家臣との約束を守るべく、おにぎりを持ち歩いては主君との大切な会話の際にも貪り食っている。本人曰く「特に好きで食べているわけではない」らしい。始めに出会った時には上司との会話中に食事をする（当人はこの行為が無礼という自覚はある）。図々しさに憤激した道雪から顔面が変形するほどタコ殴りにされたが、それでも最後まで食べ続けたことから根性と誠実さを認められ、その後「養子にしたいほどだろう」と紹忍に推測されるほど信頼を置かれることとなった。
高橋弥七郎
紹運の息子。後に「鎮西一」と称される名将の資質を感じさせる精悍な少年で口癖は「ですとも」。一人称と特徴的な眉は、父親から受け継がれている。彼の頭上からスポットライトが当てられていることが多い。まるで少年漫画の主人公のような熱い性格で、宗麟のことを「友」と呼び、ノリ易い性格の宗麟と少年漫画のお約束展開的な掛け合いに興じている。過剰なまでの努力家で思い込みが激しいところがあり、偶然と勘違いを重ねた結果、道雪と対峙することになる。その後、誾千代との結婚話を勝手に持ち上げ、道雪を本気で動揺させた。
改名をヒーローのフォームチェンジのような物だと認識しており、最終巻で立花家に婿入りし「統虎」の名を得た際には大喜びした上、小田原に集う諸大名と闘って友情を深めようとする暴挙に出ようとしていた。
史実では立花家の婿になったばかりのころ、棘のついた栗を踏みつけ、それを抜いてくれるよう頼むという軟弱なところを見せているが、本作では自らその栗をより深く刺しており、その話を聞いた道雪に「見どころがある」と思われている。
宗雲尼
紹雲の妻で、弥七郎の母。斎藤鎮実の妹。「ですわ」が口癖。弥七郎の暑苦しい性格は母親似であり、一方的な思いこみの激しい性格。顔に怪我を負ったという理由で、紹雲から婚約破棄されるのではないかと本気で不安がり（怪我自体は、えくぼ程度）、主君である宗麟を巻き込んで試そうとした。
田原紹忍
初登場時に島津兄弟に“カニ怪人”と呼ばれて以来、本名は不明のままだったが、7巻で本名が判明（おまけマンガでは「親賢」名義で登場）。 宗麟の正室の兄に当たり（7巻おまけマンガでは宗麟が紹忍を「お義兄さん」と呼ぶ一幕もあり、後ろ姿ながら宗麟の正室もわずかに姿を見せている）、宗麟の側近的ポジションにある。一応宗麟を諌めはするものの道雪らと違って結局は従ってしまうことが多い。宗麟に対するツッコミを口に出さず心の中にしまっておくこともしばしばである。しかしそのため、宗麟に代わって責任を取らされる対象として、道雪にひどい目に遭わされそうになることも少なくない。かつて義鎮（後の宗麟）の失態を取り繕うために戸次鑑連（後の立花道雪）が義鎮を出家させた際も、巻き添えを食らっている。

### 最上家
最上義光
表向きには最上家当主ではあるが、その正体はあらゆるものを化かして陰でほくそえむ暗躍集団「ささきり」の首領である。若年期や外部の人間との対面時には素顔で接するが、普段はキツネの仮面をかぶっており（義光は「羽州の狐」の異名を持っている）、両手に矢印で構成された「も」をあしらった手袋を付け、腰に巻きつけた縄にはキツネの尻尾をくくりつけている。また、特に当主の座に就いたころからは、和装の上から燕尾服を身につけ、回転椅子に足を組んで座るといった、闇ビジネスの社長のごとき風貌・言動をしている。左手の親指と人差し指を立てるのが癖。笑い声は「フォッフォッフォッ」。
伊達家を思いのままに操るために妹・義姫（お東の方）を嫁がせ、自分は国全体を「組織的化かし集団」に作り換え、いずれは天下を支配しようという壮大な「化かし計画」を展開するが、肝心の妹は夫・輝宗と息子・政宗にぞっこん惚れ込んでしまっている。しかし、義光本人は彼女から「そうしたふりをして化かしている」と報告を受けており、それを信用しているので、そのことに気づいてはいない。相手を化かすことにこだわり、自分が逆に化かされることはプライドが許さないが、妹のお東の方にはいつも手玉に取られており、痛い目に遭うこともしばしばある。実は自身もかなり化かされやすい性格である。彼女のことは「（我が）妹」と呼んでおり、名前で呼ぶことはない。「頼れる当主と思わせて化かしている」と言いつつ、民には善政を施している。

### 前田家
前田慶次
声 - 杉山紀彰（ドラマCD、アニメ第2期）
モヒカンのような頭髪、豹皮や奇抜な誂えの衣装が特徴的な傾き者。左頬に「不良」という文字が書かれている。
本人はアウトローを自任しており、 口調もかなり乱暴だが、動物の子（犬、猫、野鳥、牛、熊など）を拾って世話をする、困っている人を見過ごせないなど細やかな気遣いが出来る優しい性格をしており、城下町の人たちからは「慶さん」と呼ばれ慕われている。前田利家に反発しているが嫌いではない様子。動物に名前をつけるセンスも見た目に似合わず可愛らしいもの（「フランソワ」「アンジェリーナ」など、洋風のネーミングで、本人は「ありがちな名前」だと思っている）であるが、他者の前では隠しており、表向きには男らしい命名（「剛力（ごうりき）」など）をしている。
直江兼続に「すばらしい逸材（ダメ出しに事欠かない人材）」であることを見出されて勧誘を受け、当初は強く反発したが反論出来ないほど上手く丸め込まれてしまい、半ば強制的に上杉家家臣となった。上杉家に仕えて以降もかぶき者としていいところを見せようとしているが、兼続が先手を打つような行動をとるため思うようにかぶけず、恥をかいている。兼続から本名（「マーガレット」）で呼ばれない愛馬「松風」の代わりに牛を与えられ、それを「松風」と名付けて、不本意ながら愛用している。
史実では利家とあまり年が離れていない、もしくは利家より年上とも言われている慶次だが、本作では親子ほどの年齢差があるように描写されている。
前田利家
声 - 檜山修之（アニメ第2期）
慶次の叔父で、庇護者のような存在。昔は傾奇者であったらしいが、信長に「キサマは向いてない」と言われて辞める（服装自体、慶次に「うおっ、ダセエ!!!」と言われる程にセンスがなかった）。また、織田家のことが描かれているときは、犬千代と呼ばれていた少年期や、青年期も登場している。自分でも認めるようにかなり生真面目な一面が見受けられる。
信長のことを尊敬しており、彼の悪口を聞くと、平素の温厚さが嘘のように激昂する。秀吉とは足軽時代からの親友。
正妻であるまつとの仲は至って良好。現在、子供は1男2女確認出来る。子供たちからは「催しのある度、盛り上がる」と思われている。
まつ
利家の正室。秀吉の正室・おねとは、家が隣同士で「おねちゃん」「まっちゃん」と呼ぶ間柄。織田家関連の正室たちの中では、ツッコミ担当。筆まめで、面倒見がいい性格。利家への愚痴もあるものの、夫婦仲は良い。和服姿だが、他の女性キャラに比べてかなりボディラインが強調されている。

### 朝倉家
朝倉義景
声 - 宮野真守（アニメ）
越前の名門、朝倉家の若き当主。長髪のおっとりした青年。一人称は「我」であることが多い。「ふう…」とため息をつくのが癖。将軍足利義昭を保護し、家臣から天下を取ることを期待されているが、家老の朝倉宗滴に甘やかされて育っており、とんでもなく怠け者で眠ることだけが趣味。かなりのノンビリ屋でもあり、髪が燃えていてもスズメバチの群れに襲われても屁理屈をこねていたことすらある。よく言えばもっともらしい、悪く言えば小難しい口調で喋るが、その内容は「自分の決断がこの大きな世界にどれほどの影響をおよぼすのか」など迂遠的で、最終的には睡眠への要望に繋がる場合が多い。また、一度寝てしまうとたとえ拷問同然の起こし方をされても起きず、3日間眠り続けることもある。寝言は正気かと勘違いするほどまともだったり、いつもの口調とはかけ離れたものだったりする上、寝相も悪く寝ながら走り出すことすらある。後に織田軍が侵攻してきて「臣従」という選択肢がなくなったために抗戦の決断を下すが、それで全エネルギーを使いきり、具体的な指示は出さなかった。
真柄直隆
朝倉家家臣。ヤシの木のような長い髷を結っている。名前の初出と特徴付けは9巻から。普段は説得力が弱いため、主君義景の世話に追われ、翻弄されてばかりだが、戦となると太郎太刀を自在に操り、戦場を暴れまわる。姉川の戦いでは弟の直澄と共に本多忠勝との一騎討ち（二対一）に挑むが敗北し、匂坂兄弟に重傷な所に隙をついて討ち取られる。しかし、必ず主君の下に帰る執念で、幽霊となって帰ってきた。
真柄直澄
朝倉家家臣。名前の初出と特徴付けは9巻から。普段は説得力が弱いため、主君義景の世話に追われ、翻弄されてばかりだが、戦となると次郎太刀を自在に操り、戦場を暴れまわる。姉川の戦いでは兄の直隆と共に本多忠勝との一騎討ち（二対一）に挑むが敗北し、匂坂兄弟に重傷な所に隙をついて討ち取られる。しかし、必ず主君の下に帰る執念で、幽霊となって帰ってきた。
朝倉宗滴
朝倉家の家老で、義景の養育係だった人物。既に故人で、回想での登場の他、作品が進むにつれ半不可視の霊魂として姿を現すようになる。史実では厳格なことで知られるが、作中では義景をとてつもなく過保護に扱っていたらしく、怠け者に育った元凶とされている。霊として登場後も生前同様義景には非常に過保護で、義景の安眠を妨害する者は、誰であろうと容赦しない。義景は宗滴の気配を感じるだけで気が緩んで眠りについてしまうほどだが、宗滴本人はそれを「信頼されている」と受け止め、感激している。
肉体が無いため器物は全て突き抜けてしまうが、生きている者には触れることが出来、時折義景に憑依して行動することもある。家臣たちに対する口調は、義景に対する慇懃な口調とは打って変わってかなり荒っぽく、「ボケ」が口癖。
朝倉景鏡
義景のいとこ。髪型や服装は義景に似ているが、色黒であり、彼に比べ目鼻立ちがくっきりしている。朝倉家のため、主君である義景に強く迫ることも辞さないが、それは元気な時の話である。
恐ろしく虚弱で非常に疲れやすく、体力が残り少なくなってくると（その際にメーターが表示される）全てのことに投げやりになり、「みんな死ねばいい」「地球ふっとべ」などと発言することもある。また義景の決断を重視し、自分の意見を持たない。
史実の朝倉景鏡も、朝倉義景からの出撃要請を『疲労のため』と言って断ったことがある（もっとも景鏡の家系は親子そろって朝倉総領家に反発したことがあり、出撃拒否も姉川敗戦後、朝倉家の斜陽が決定的になった時期のことである）。
朝倉景健
義景のいとこ。顎がやや出ている。義景や景鏡とは違い、個性も行動もいたって正しく、直隆と直澄曰く無難な人物。よって姉川の戦いで義景の名代として総大将を務めた。

### 足利将軍家
足利義昭
室町幕府第15代将軍。小柄でひょろひょろの痩躯。京を追われ、朝倉家の庇護を受けているが、いっこうに動かない義景に困惑している。家臣の細川藤孝の「教養自慢」にも振り回されている。後に信長を頼って上洛し、念願の将軍となるが、五ヶ条の朱印状を提出されたことなどから信長の真意に気付き、決別を決意する。
明智光秀とは色々な意味で間が悪く、いつか自分を裏切ると誤解し忌避している。
足利義輝
室町幕府第13代将軍。義昭の兄。鋭い目をしている。
剣豪将軍として知られるのは史実同様だが、降伏した松永久秀から聞かされた信長の口を通して義昭へ、情けない最期が語られた。
景虎（謙信）が上洛した際、再登場。彼に贈り物として大きな盃を贈り、自らが集めていた剣からもほしいものを選ばせようとするが、同席していた仙桃院に謙信ともども振り回される羽目になる。
足利義栄
室町幕府第十四代将軍で、足利義輝・義昭兄弟の従兄弟。三好三人衆に擁立され将軍の位に就いていたが、三人衆もろとも信長に一蹴される。
自分とその部下である三人衆を、「やられ役の顔」と認めている。また、主従共に存在感が希薄であり、部下である三好三人衆に顔を忘れられたことさえあった。
なお、一人称は「ボク」ではなく「ポク」である。
三好三人衆
義栄の家臣で、三好長逸・三好政康・岩成友通の3人。ただし、作中で名前は呼称されないため、誰が誰なのかは不明。髷が1本で「へのへのもへ」の顔の人物、髷が2本でピカソの絵画のような顔の人物、髷が3本でよぼよぼした顔の人物の3人で構成される。本来なら1人分の台詞を3人で分割して話すのが特徴（例：「ご安心ください、将軍様」→「ご安心」「ください」「将軍様」）。
信長に「うわー」「こりゃ」「かなわーん」といった感じ（義栄側の使者の発言）に一蹴されてからしばらく登場しなかったが、後に義昭を襲撃するために登場。そのときは誰にも気づかれずそのまま引き上げ、その後藤孝の罠にはまって主従ともども生け捕りにされた。
松永久秀
稀代の大悪人であり、足利義輝殺害や東大寺大仏殿焼き討ちに関与。「クク…」という不敵な笑いが口癖。
瀟洒な美形であるが裏切り気質であり、意味も無く裏切りや嘘を重ねては相手を煙に巻く性格破綻者。また、裏切りにはこだわりがあり、予想された裏切りは避ける。
明智光秀とは、どちらが見事に裏切るかで一方的にライバル意識（と同時に一方的な仲間意識）を持っている。また、信長とは妙に気が合い、信長も彼の言動に対しては寛容である。
「美しく合理的な〇〇のし方（裏切り方、女性の愛し方など）」という指南書シリーズを執筆・出版しているが、ここでも悪質な手口（裏切り）を用いている。

### 細川家
細川藤孝
義昭の家臣で明智光秀の知己。眼鏡をかけている。教養人であったことが拡大解釈されて、何かある都度に「ほとばしる教養」をひけらかす極度の自慢人間になっている。一人称は「小生」で、口癖は「ざあます」「○○の教養」（「読心の教養」「おびき寄せる教養」など）。常に眼鏡を押し上げて反り返るポーズを取っている。
自らの教養を誇ることしか考えていないため（義昭曰く「自分の教養の味方ってカンジ」）、実は義昭に対する忠誠心は薄く、見下すような物言いも少なくない。
細川忠興
藤孝の息子。外見は父そっくりで鼻に大きな傷があり、サングラスのような物をかけている。「ざぁんす」が口癖。父譲りのインテリであるが、極めて短気かつ陰湿な性格で、自分の気に入らない相手は自害まで追いやらない時が済まない鬼のような人物。

### 浅井家
浅井長政
声 - 立花慎之介（ドラマCD、アニメ）
江北を治める浅井家の若き当主。史実では為政者であり勇敢な人物だったが、作中では虚弱体質（腕立て伏せを3回しただけで靭帯損傷の大怪我をするほど）で何事にも臆病な優男として描かれており、被害妄想に駆られては「ヒイイイ」と悲鳴を上げている。極度のカミ癖がある。正室に迎えたお市に対しても当初は必要以上に警戒し怖がっていたが、登場回数を重ねるにつれ惹かれていったらしく、お市を邪険に扱う父・久政に対しても意見を述べようとするほどになった。また、当初は市を「姫」と呼んでいたが、3巻以降は名前で呼ぶようになった。
落ち込んだり恐慌状態になったりすると、身を守るため閉所・暗所に閉じ篭もろうとする癖がある。序盤は襖の陰に隠れるなどのリアクションだったが、次第に激化し、折りたたんだ屏風の隙間、化粧箱の中、兜の内側など常人ではとても閉じ籠れないような場所にまで閉じ籠れる。
織田・朝倉両家の仲が不穏になると、ムキムキになって自分が仲介し、またその際に市をお姫様抱っこしようと一念発起し訓練にいそしんでいるが、現在は米が入った二つの小さな枡を持ち上げるのが精いっぱいというありさまで、普通の鎧を着たら一歩も動けなくなった。7巻ではついにある理由から信長を裏切る。ただし敵対意識があるわけではないため、その「裏切り」は信長にとっては期待外れで、彼を激怒させた。それ以降も臆病な性格は相変わらずだが、市との離縁を迫る父に対しては、毅然として拒否する姿勢を見せている。
浅井久政
声 - 羽多野渉（アニメ第2期）
長政の父親で先代浅井家当主。
反織田家の強硬派であり、長政に対しても易怒的で厳格な態度を示す。お市の方にも基本冷たく当たるが、弱腰外交で隠居させられた史実と違い、言動には一本筋が通った威厳がある。
作中では常識人な殿の一人だが、他の大名との外交で見せる強気でありながらも慎重な処世術から、時折家臣から「なんでこんなに強気に弱腰外交なんだろう」と内心つっこまれることもある。
市
声 - 能登麻美子（ドラマCD、アニメ）
長政の妻で、織田信長・信勝の妹。
その美貌から織田家家中では非常に人気があり、事前アンケートで断トツ一位だったため長政に嫁がされたが、長政とはよい夫婦。兄と違って良識人で心優しい性格をしている。しかし、長政に自分の体重をとんでもない重さに想定されたときは、さすがに怒りを露にし、兄譲りの怖い一面を見せた。作中の女性キャラの中で最もまともなキャラであり、また本編の女性キャラの中では数少ないツッコミキャラでもある。
幼少のころから容貌が可愛らしく、柴田勝家からは恋慕され、平手政秀からは度々利用されていた。7巻で夫が兄を裏切ると決めても、夫に変わらぬ愛を向ける。
お笑いに厳しく、秀吉を「スベリ殿」と言い切ったり、茶々を笑わせようとした長政のギャグを冷ややかな目で見据えたこともある（当の茶々は喜んでウケていた）。
茶々
長政とお市の間に生まれた長女。初と共に6巻巻末のおまけマンガで初登場。一人称は「わらわ」。幼児期から、容姿に関してもお笑いに関しても高いプライドを持っているが、お笑いの沸点は極端に低く「ダジャレ一発で一日中大ウケしていた」と初が証言し、長政の寒いギャグにもウケていた。
お初
長政とお市の間に生まれた次女。穏やかな物腰であるが言葉の端々に毒が混じる。
お江
長政とお市の間に生まれた三女。幼少のころから既に悲観的で病的な心配性だった。容姿は生き写しレベルに父親似（6巻の表紙裏にて、父はどういう顔をしていたのかという問いに、市が鏡を渡したほど）。成長後に関しては徳川家を参照。
磯野員昌
8巻でいきなり登場した浅井家家臣。長政から「信長との戦で活躍しようとしている」と告げられ、反論出来ずに黙り込んだ。
「積み重ねたものを突き崩す」ことに異常な信念を燃やす戦闘狂・破壊狂で、かなりテンションの高い荒武者。
遠藤直経
同じく8巻で唐突に登場した浅井家家臣。口髭を生やした無表情な男性であり、敵味方関係なく顔型の覆面を被って欺こうとする。口癖は「ゾな」。
姉川の戦いで長政を逃がすため、自分の首の模型を携えて織田兵に扮して紛れ込み信長を暗殺しようと試みたが、思いもしない結末を迎えることとなる。戦死後は長政から大泣きされるなど、人望はあった模様。
藤堂高虎
同じく8巻で唐突に登場した浅井の武将。姉川の戦いでは織田軍から人間とすら思われていなかったほどの巨体であり、非常に無口。餅が好物であり、城下町をうろついていた所で員昌から餅を貰いそのまま着いて来た。その場に居合わせた者の中で「もっとも出世しそうなもの」を見つける力に長けており、隙あらば「もっとも出世しそうな」人物に着いて行ってしまう。

### 六角家
六角承禎
姓と相容れない容貌（五角形の顔）の殿。その容貌のせいで藤吉郎に「よくも人のボケ殺しやがったな」と逆恨みをされる。「コラァ」が口癖。織田信長の上洛には反抗しているが、その結末はわずか一コマで説明されている。地獄耳で、絶対に聞こえるはずのない織田家における会話が聞こえる。
7巻では名前通り六角形の顔になって再び登場。腕利きの狙撃手を使って信長の命を狙うが（信長の狙撃を目論んだ人物に関しては、六角氏のほか諸説ある）、失敗する。以前の容貌にコンプレックスを抱いているため、「不覚（二角）」など、「六角」以外の多角形を連想させる言葉に異常に敏感に反応し、その都度声を荒らげる。しかし、「発覚（八角）」のように六角形より多い場合はその限りではない。
蒲生賢秀
蒲生氏郷の父親。六角承禎没落後は信長に仕え息子の氏郷を人質に出したが、必要以上におどろおどろしい息子のことを心配している。史実では愚直なまでの頑固さで知られた人物ではあるが、作中では取り立てて特徴が無いキャラクターである。
平井定武の娘
9巻のおまけマンガにのみ登場した美少女。本名不明。浅井家が六角家に従属したため、賢政（長政）に嫁ぐ。冗談を言って人をからかうのが好きで、賢政に対してもそうして面白がっていた。しかし、嘘という形で告げた「私は国元に好きな人がいて、その人をどうしても忘れることができない」という言葉が本音であると賢政に見抜かれ、追い返される形で実家に戻ることとなった。

### 浄土真宗本願寺
顕如
弾圧に対し非暴力を訴える石山本願寺の宗主。だが本人は下手な暴力は通じないくらいに逞しく、気合を入れれば肉体は鋼と化す豪傑。何かにつけて「本願寺」と言いたがるため、しまいには経文まで忘れてしまった。

### 毛利家
毛利元就
毛利家当主で、毛利三兄弟の父親。1巻以降全く出番が無い。
兄弟達に三人が仲良く協力していくようにと、有名な『三矢の教え』を実践しようとするが、色んな意味で間が悪すぎたり実践方法が常識外れだったりで上手くいかない。体を張ったボケ役。

### 龍造寺家
龍造寺隆信
4巻より登場。色黒でがっちりとした体格の獰猛な巨漢。九州では大友、島津に次ぐ勢力を有する大名で、「肥前の熊」の異名をとる。口癖は「ベアハハハハ」という笑い声。また、他の武将たちと違い胡坐でも正座でもなく、テディベアのように足を投げ出して座るのが特徴。
言動や思考は戦国武将らしく、非情な性格をしているが、熊という異名の部分が強調されている。そのため、本人はいたってマジメだが、時折自分の意思に反して見せる可愛らしい仕草に見ている家臣たちは和み、近所の子供たちが見学に来る有様。また、調教されることが弱点で、その際は子供相手にすら素直になってしまう。冬は「冬眠」と称して職務を放棄し、だらしない生活をしているらしい。
鍋島直茂
隆信の義弟。常に優しげな笑みを浮かべた人物。隆信の片腕でいつもは馬が合うが、顔を合わせると最後は小学生レベルの喧嘩になってしまう。

### 一条家
一条兼定
8巻より登場。土佐最大の勢力を誇る公家大名家の当主。オネエ口調で喋るが、実はすでに結婚している。土佐で最も美しいのは自分だと信じており、一方的に元親に対抗意識を持っている。しかし、お世辞にも元親よりも美しいとはいえず、家臣達からは本気で恥ずかしがられており、奇襲を受けた際にも盾にされるなど人望は一かけらも無い。
先代の一条房家が長宗我部家に与えた恩で、元親が絶対自国に攻めてこないと腹をくくっていたが、吉良親貞の策略で次々と領地を奪われ、最後は四国を追われた。その後は再起を図ろうと、大友家を訪れるが、宗麟と道雪によりにべもなく四国に送り返される。四国で元の居城に戻ろうとするが、元親親子に造反を企てていた親貞に「居城と兵隊をやるから挙兵して長宗我部軍と戦え」と無理強いされるハメになる。
元親にとっては「友達」であるらしい。
土居宗珊
兼定の側近でありかなり老齢の武将。兼定に長いこと仕えているがほとんど尊敬しておらず、兼定の無茶振りに関しては「絶対にやらないから」とタカをくくり「死んでもお断りします」「そんなことをするくらいならどうぞこの首を落とし下さい」など過剰な断り方をする。

## 書誌情報

### 単行本
- 大羽快 『殿といっしょ』 メディアファクトリー〈MFコミックス フラッパーシリーズ〉、全11巻
  1. 2007年9月22日発売、ISBN 978-4-8401-1950-4
  2. 2008年6月23日発売、ISBN 978-4-8401-2237-5
  3. 2009年1月23日発売、ISBN 978-4-8401-2512-3
  4. 2009年11月21日発売、ISBN 978-4-8401-2935-0
  5. 2010年8月23日発売、ISBN 978-4-8401-3329-6
    - アニメDVD付き限定版、ISBN 978-4-8401-3329-6

  6. 2011年6月23日発売、ISBN 978-4-8401-4010-2
  7. 2012年5月23日発売、ISBN 978-4-8401-4472-8
  8. 2013年5月23日発売、ISBN 978-4-8401-5069-9
  9. 2014年8月23日発売、ISBN 978-4-04-066835-2
  10. 2015年11月21日発売、ISBN 978-4-04-067835-1
  11. 2017年5月23日発売、ISBN 978-4-04-068826-8

### 関連書籍
- BRAVE10、BRAVE10 S（霜月かいり）

描き下ろしの4コマ「殿といっしょ真田十勇士編」が描かれている。こちらでは「十勇士」メンバーが中心となっており、幸村を始めとする本編のキャラはほとんど登場しない。
- それは誤解だ戦国武将!（加来耕三、嶋健一郎、大羽快、メディアファクトリー）

描き下ろし4コマが掲載されている。

## ドラマCD
第一弾が2009年6月24日、第二弾「殿といっしょ2」が2009年11月25日に、メディアファクトリーから発売。

## OVA
2010年3月25日に『殿といっしょ』が発売。おまけエピソード『GACKTといっしょ』も収録。
2010年8月23日には第5巻限定版同梱のアニメDVD『殿といっしょ 1.5巻』が発売されている。

### スタッフ（OVA）
- 原作 - 大羽快[1]
- 監督・脚本・絵コンテ - まんきゅう[1]
- 作画監督 - たけはらみのる
- 原画 - 渡辺あき、ヨコヤママサヨ
- 音楽制作 - フロンティアワークス[1]
- 音楽 - 杉山圭一
- 制作 - ギャザリング[1]
- 製作 - 殿と製作委員会[1]（メディアファクトリー、ギャザリング、読売テレビ、フロンティアワークス）

### 主題歌（OVA）
オープニングテーマ「いつでもココロに眼帯を」
作詞 - mavie / 作曲・編曲 - 杉山圭一 / 歌 - 伊達政宗（鈴木達央）
エンディングテーマ
「機動武士ガンタイン」（1巻）
作曲・編曲 - 杉山圭一 / 歌 - （ハミング）伊達政宗（鈴木達央）
「機動武士ノブユキン」（1.5巻）

## テレビアニメ
第1期
『殿といっしょ 1分間劇場』が2010年7月より読売テレビにて放送された。全12話。
OVA（1-10話）と原作同梱DVD（11-12話）の再編集版を放送。OVAエピソードの内、機動武士ガンタイン、機動武士ノブユキンは未放送。
第2期
『殿といっしょ 〜眼帯の野望〜』が2011年4月より読売テレビ、TOKYO MX、中京テレビにて放送された。

### スタッフ（テレビアニメ）
1分間劇場
- 原作 - 大羽快
- 監督・脚本・コンテ - まんきゅう

眼帯の野望
- 原作 - 大羽快
- キャラクターデザイン - 高田真理
- 脚本・コンテ・演出 - まんきゅう
- 作画監督 - 吉田巧介
- ナレーション - 杉田智和
- 音楽 - 杉山圭一
- 音楽制作 - フロンティアワークス
- 制作 - ギャザリング
- 製作 - 殿と製作委員会

### 主題歌（テレビアニメ）
1分間劇場
主題歌「いつでもココロに眼帯を」
歌 - 伊達政宗（鈴木達央）
眼帯の野望
主題歌「戦国武将かぞえ唄」
作詞 - mavie / 作曲・編曲 - 杉山圭一 / 歌 - 伊達政宗（鈴木達央）

### 各話リスト
1分間劇場
- サブタイトル表記なし

| 話数 | メインの武将                |
| ---- | --------------------------- |
| 1    | 伊達政宗 -独眼竜-           |
| 2    | 伊達政宗 -独眼竜-           |
| 3    | ちょうそかべ元親 -姫若子-   |
| 4    | ちょうそかべ元親 -姫若子-   |
| 5    | 武田信玄 -風林火山-         |
| 6    | 上杉謙信 -軍神-             |
| 7    | 上杉景勝                    |
| 8    | 織田のぶなが -第六天魔王-   |
| 9    | アザイながまさ -最後の当主- |
| 10   | 片倉景綱 / 伊達成実         |
| 11   | 朝倉義景                    |
| 12   | 真田信幸 / 稲姫             |

眼帯の野望
| 話数   | サブタイトル                                                                     |
| ------ | -------------------------------------------------------------------------------- |
| 第1話  | 上杉家 - 殿と晩酌 - 殿の幼少期                                                   |
| 第2話  | 伊達家 - 眼帯体操 - 殿と健康指向 - 殿と攻める気持ち - 殿と新装備 - 眼帯体操 第弐 |
| 第3話  | 織田家 - 殿と愛娘 - 殿と嫁入り                                                   |
| 第4話  | 織田家 - 殿と新参者 一人目 - 殿と新参者 二人目                                   |
| 第5話  | 真田家 - 殿と鬼嫁のかくらん騒動                                                  |
| 第6話  | 長宗我部家 - 殿と一領具足騒動                                                    |
| 第7話  | 島津家 - 殿と四兄弟 其の壱 - 殿と四兄弟 其の弐 - 殿と息子達のノリ                |
| 第8話  | 前田家 - 殿と不良息子 其の壱 - 殿と不良息子 其の弐                               |
| 第9話  | 上杉家 - 殿と家臣の口論騒動                                                      |
| 第10話 | 上杉家 - 殿と絶対の信念 - 殿と浪費の原因 其の壱 - 殿と浪費の原因 其の弐          |
| 第11話 | 浅井家 - 殿と閉じこもり騒動                                                      |
| 第12話 | 伊達家 - 殿と重臣の誕生日 一人目 - 殿と重臣の誕生日 二人目 - 殿の誕生日          |

### 放送局
第1期 
| 放送地域   | 放送局       | 放送期間                 | 放送時間                 | 放送系列            | 備考                               |
| ---------- | ------------ | ------------------------ | ------------------------ | ------------------- | ---------------------------------- |
| 近畿広域圏 | 読売テレビ   | 2010年7月5日 - 9月20日   | 月曜 26時14分 - 26時16分 | 日本テレビ系列      | MONDAY PARK第2部                   |
| 日本全域   | アニマックス | 2010年10月7日 - 10月21日 | 木曜 22時30分 - 22時45分 | スカパー!（CS放送） | LEVEL22枠 3話連続放送 リピートあり |

 第2期 
| 放送地域   | 放送局       | 放送期間               | 放送時間                 | 放送系列               | 備考                     |
| ---------- | ------------ | ---------------------- | ------------------------ | ---------------------- | ------------------------ |
| 近畿広域圏 | 読売テレビ   | 2011年4月4日 - 6月20日 | 月曜 26時14分 - 26時19分 | 日本テレビ系列         | MONDAY PARK第2部         |
| 東京都     | TOKYO MX     | 2011年4月6日 - 6月22日 | 水曜 22時55分 - 23時00分 | 独立UHF局              |                          |
| 中京広域圏 | 中京テレビ   | 2011年4月7日 - 6月23日 | 木曜 25時42分 - 25時47分 | 日本テレビ系列         |                          |
| 日本全域   | アニマックス | 2011年10月8日 -        | 土曜 17時50分 - 18時00分 | スカパー!（CS/BS放送） | 2話連続放送 リピートあり |

### 映像特典
『GACKTといっしょ2』
第2期DVD収録の映像特典。OVA特典のGACKT出演交渉編の続編。第1巻に前編収録。

## 舞台
舞台版「殿といっしょ」
- 公演期間：2012年11月21日（水） - 11月29日（木）／ 9日間　全13公演
- 会場：吉祥寺・前進座劇場

スタッフ
- 原作 - 大羽快（メディアファクトリー）
- 脚本・演出 - なるせゆうせい

出演者
- 織田信長 - 永山たかし
- 木下藤吉郎 - 林明寛
- 明智光秀 - 前内孝文
- 森蘭丸 - 市道真央
- 濃姫 - 片岡あづさ
- 最上義光 - 末野卓磨
- 長尾景虎（上杉謙信） - 浅倉一男
- 浅井長政 - 紅葉美緒
- 足利義昭 - 西村ミツアキ
- 武田晴信（信玄） - 松雪オラキオ
- 武田信廉 - 真佐夫
- 今川氏正 - 山本侑平
- 伊達政宗 - 宮崎秋人
- 徳川家康（竹千代） - 掛川大輔
- 今川義元 - 川村成一
- 北条氏康 - 中村敦史
- お市 - 畠山智妃
- お東の方 - 舞風りら（特別出演）